# Alegeri locale în România, 2008

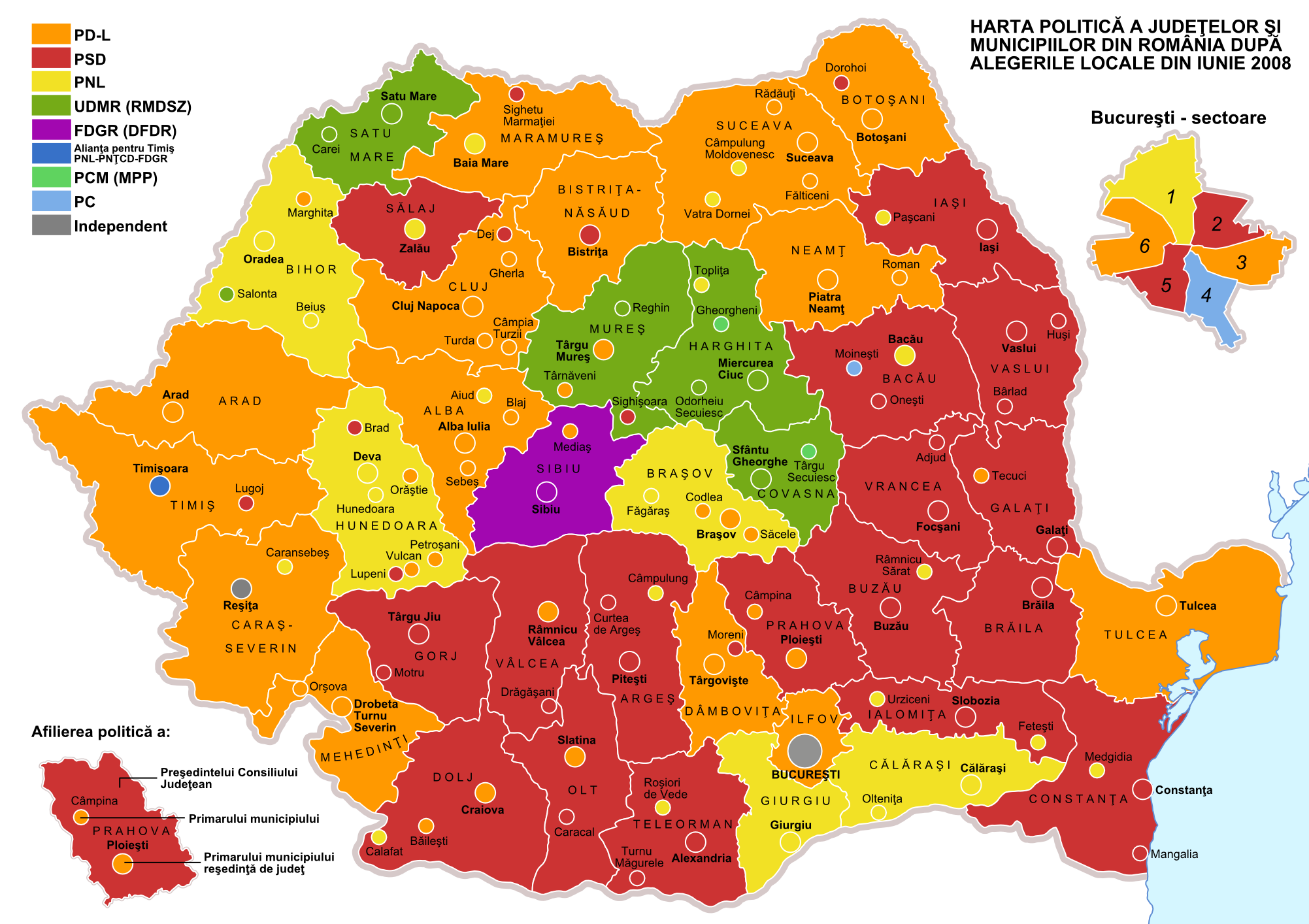
Apartenența politică a președinților de consilii județene și a primarilor municipiilor

Apartenența politică a primarilor aleși în primul tur de scrutin (date pt. județele din Transilvania, respectiv sectoarele municipiului București)

Apartenența politică a primarilor aleși în 2008 (date pt. județele din Transilvania, sectoarele municipiului București, respectiv municipiile Iași și Constanța), precum și județele Ilfov, Prahova și Buzău

La alegerile locale din 2008 au fost desemnați primarii, consilierii locali și județeni, respectiv președinții de consilii județene din România. Votul a avut loc duminică, 1 iunie 2008. Duminică, 15 iunie, a avut loc al doilea tur de scrutin pentru funcția de primar în acele localități în care nici un candidat nu a întrunit majoritatea absolută (50%+1) din opțiunile exprimate. Pentru balotaj sunt calificați primii doi clasați în primul tur de scrutin.

## Organizare
În ședința de guvern din data de 12 martie 2008 a fost stabilită regula că cetățenii vor putea vota numai în localitățile de reședință unde au domiciliul, precum și faptul că nu vor fi organizate secții speciale. Fondurile alocate acestor alegeri sunt de aproximativ 66 milioane lei.
Ca urmare a adoptării votului uninominal, președinții consiliilor județene au fost aleși prin vot uninominal. Această hotărâre este controversată din cauza faptului că legea uninominalului a fost promulgată după declanșarea procedurilor pentru localele din 2008 iar efectul legii ar trebui amânat pentru localele din 2012.

## Date generale

Apartenența politică a președinților de consilii județene, aleși pentru prima dată prin vot direct

### Președinți de consilii județene aleși pe partide
|  | Partid                                                 | Președinți de consilii județene |
|  | ------------------------------------------------------ | ------------------------------- |
|  | Partidul Social Democrat (PSD)                         | 17                              |
|  | Partidul Democrat-Liberal (PD-L)                       | 14                              |
|  | Partidul Național Liberal (PNL)                        | 5                               |
|  | Uniunea Democrată Maghiară din România (UDMR/RMDSZ)    | 4                               |
|  | Forumul Democrat al Germanilor din România (FDGR/DFDR) | 1                               |

### Consilieri județeni aleși pe partide

Consilieri județeni aleși în iunie 2008 în funcție de partid.

| Partid                                                 | Număr de consilieri județeni |
| ------------------------------------------------------ | ---------------------------- |
| Partidul Democrat-Liberal (PD-L)                       | 458                          |
| Partidul Social Democrat (PSD)                         | 452                          |
| Partidul Național Liberal (PNL)                        | 297                          |
| Uniunea Democrată Maghiară din România (UDMR/RMDSZ)    | 89                           |
| Partidul Civic Maghiar (PCM/MPP)                       | 19                           |
| Partidul Conservator (PC)                              | 16                           |
| Partidul România Mare (PRM)                            | 15                           |
| Alianța pentru Timiș PNL-PNȚCD-FDGR                    | 10                           |
| Forumul Democrat al Germanilor din România (FDGR/DFDR) | 9                            |
| Partidul Noua Generație (PNG)                          | 9                            |
| Alianța PNL-PNȚCD                                      | 6                            |
| Partidul Național Democrat Creștin (PNDC)              | 5                            |
| Alianța Românească pentru Județul Covasna              | 5                            |
| Partidul Național Țărănesc Creștin Democrat (PNȚCD)    | 2                            |
| Candidat independent                                   | 1                            |

### Primari aleși pe partide

Primarii aleși în Iunie 2008 în funcție de partid

|  | Partid                                              | Număr primari |
|  | --------------------------------------------------- | ------------- |
|  | Partidul Social Democrat (PSD)                      | 1.138         |
|  | Partidul Democrat-Liberal (PD-L)                    | 908           |
|  | Partidul Național Liberal (PNL)                     | 706           |
|  | Uniunea Democrată Maghiară din România (UDMR/RMDSZ) | 184           |

### Consilieri locali aleși pe partide

Consilieri locali aleși în iunie 2008 în funcție de partid.

| Partid                                                 | Număr de consilieri locali |
| ------------------------------------------------------ | -------------------------- |
| Partidul Social Democrat (PSD)                         | 12.137                     |
| Partidul Democrat-Liberal (PD-L)                       | 11.129                     |
| Partidul Național Liberal (PNL)                        | 8.529                      |
| Uniunea Democrată Maghiară din România (UDMR/RMDSZ)    | 2.195                      |
| Partidul Conservator (PC)                              | 1.398                      |
| Partidul Noua Generație (PNG)                          | 1.203                      |
| Partidul România Mare (PRM)                            | 1.090                      |
| Partidul Civic Maghiar (PCM/MPP)                       | 489                        |
| Candidați independenți                                 | 358                        |
| Partidul Național Țărănesc Creștin Democrat (PNȚCD)    | 326                        |
| Partidul Inițiativa Națională (PIN)                    | 232                        |
| Partidul Național Democrat Creștin (PNDC)              | 203                        |
| Partida Romilor Pro Europa                             | 202                        |
| Alianța pentru Timiș PNȚCD-PNL-FDGR/DFDR               | 198                        |
| Partidul Ecologist Român (PER)                         | 180                        |
| Forumul Democrat al Germanilor din România (FDGR/DFDR) | 79                         |
| Uniunea Populară Social Creștină (UPSC)                | 71                         |
| Partidul Verde (PV)                                    | 40                         |
| Alte partide                                           | 238                        |

### Prezența la vot
Turul I: 49,38%
- Mediul urban: 40,77%
- Mediul rural: 61,26%

Turul II: 48,34%
- Mediul urban: 38,28%
- Mediul rural: 62,41%

## Situația pe județe și municipii

### Județul Alba
Ion Dumitrel (PD-L) a fost ales în funcția de Președinte al Consiliului Județean Alba.
Consiliul Județean Alba
Componența Consiliului Județean Alba (32 de consilieri) ales pe 1 iunie:
|  | Partid                    | Consilieri | Componența Consiliului | Componența Consiliului | Componența Consiliului | Componența Consiliului | Componența Consiliului | Componența Consiliului | Componența Consiliului | Componența Consiliului | Componența Consiliului | Componența Consiliului | Componența Consiliului | Componența Consiliului | Componența Consiliului | Componența Consiliului | Componența Consiliului | Componența Consiliului | Componența Consiliului | Componența Consiliului |
|  | ------------------------- | ---------- | ---------------------- | ---------------------- | ---------------------- | ---------------------- | ---------------------- | ---------------------- | ---------------------- | ---------------------- | ---------------------- | ---------------------- | ---------------------- | ---------------------- | ---------------------- | ---------------------- | ---------------------- | ---------------------- | ---------------------- | ---------------------- |
|  | Partidul Democrat Liberal | 18         |                        |                        |                        |                        |                        |                        |                        |                        |                        |                        |                        |                        |                        |                        |                        |                        |                        |                        |
|  | Partidul Național Liberal | 7          |                        |                        |                        |                        |                        |                        |                        |                        |                        |                        |                        |                        |                        |                        |                        |                        |                        |                        |
|  | Partidul Social Democrat  | 7          |                        |                        |                        |                        |                        |                        |                        |                        |                        |                        |                        |                        |                        |                        |                        |                        |                        |                        |

#### Municipiul Alba Iulia
Mircea Hava (PD-L) a obținut al treilea mandat de primar din primul tur de scrutin.
| Partidul Social Democrat | Doina Harda | 2.913 | 11,55% |

Consiliul Local Alba Iulia

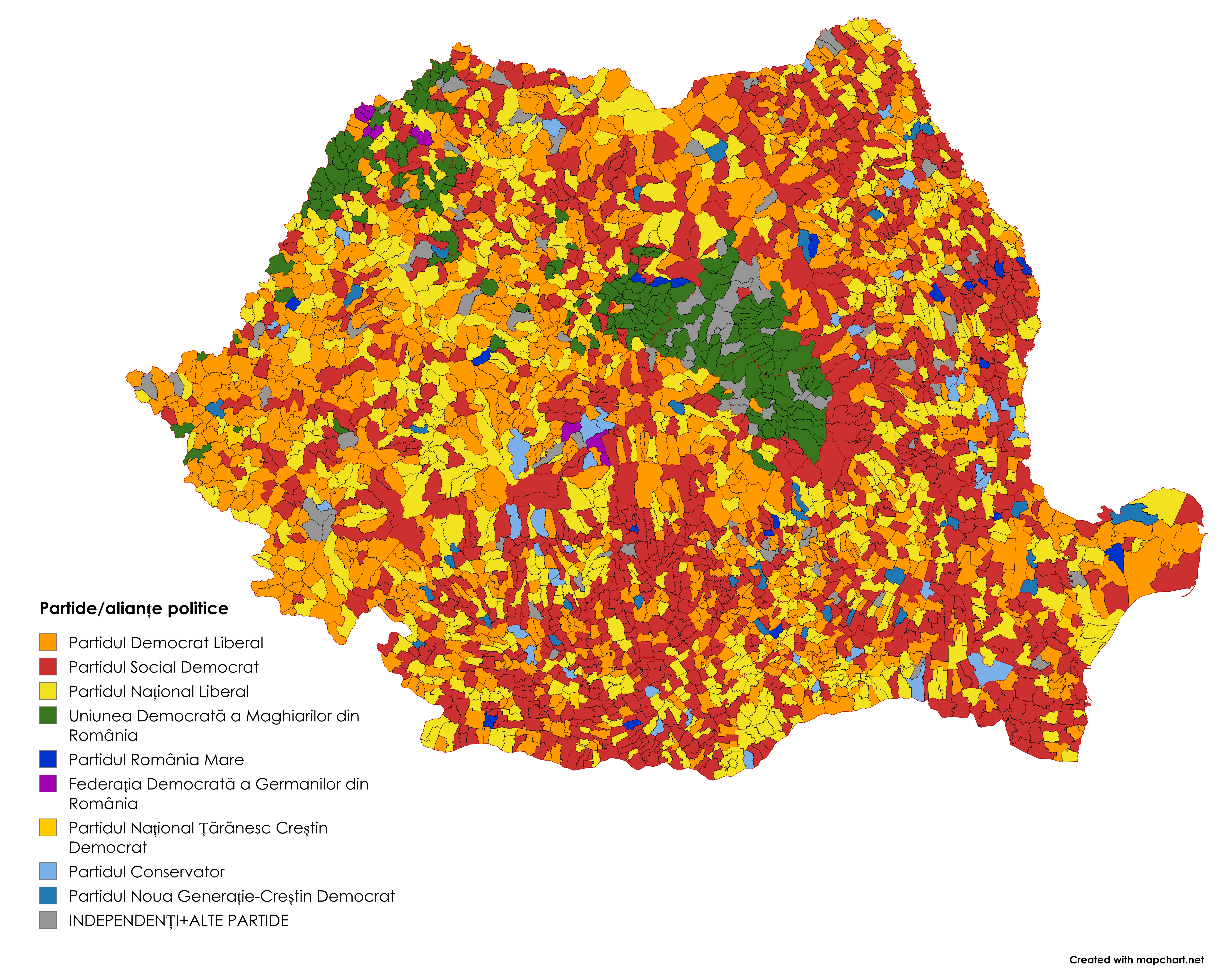
Apartenența politică a primarilor aleși din fiecare localitate.

Componența Consiliului Local Alba Iulia (21 de consilieri) ales pe 1 iunie:
|  | Partid                    | Consilieri | Componența Consiliului | Componența Consiliului | Componența Consiliului | Componența Consiliului | Componența Consiliului | Componența Consiliului | Componența Consiliului | Componența Consiliului | Componența Consiliului | Componența Consiliului | Componența Consiliului | Componența Consiliului | Componența Consiliului | Componența Consiliului |
|  | ------------------------- | ---------- | ---------------------- | ---------------------- | ---------------------- | ---------------------- | ---------------------- | ---------------------- | ---------------------- | ---------------------- | ---------------------- | ---------------------- | ---------------------- | ---------------------- | ---------------------- | ---------------------- |
|  | Partidul Democrat Liberal | 14         |                        |                        |                        |                        |                        |                        |                        |                        |                        |                        |                        |                        |                        |                        |
|  | Partidul Național Liberal | 4          |                        |                        |                        |                        |                        |                        |                        |                        |                        |                        |                        |                        |                        |                        |
|  | Partidul Social Democrat  | 3          |                        |                        |                        |                        |                        |                        |                        |                        |                        |                        |                        |                        |                        |                        |

### Județul Arad
Președintele Consiliului Județean ales este Petru-Nicolae Ioțcu (PD-L).
Consiliul Județean Arad
Componența Consiliului Județean Arad (32 de consilieri) ales pe 1 iunie:
|  | Partid                                      | Consilieri | Componența Consiliului | Componența Consiliului | Componența Consiliului | Componența Consiliului | Componența Consiliului | Componența Consiliului | Componența Consiliului | Componența Consiliului | Componența Consiliului | Componența Consiliului | Componența Consiliului | Componența Consiliului | Componența Consiliului | Componența Consiliului | Componența Consiliului | Componența Consiliului | Componența Consiliului |
|  | ------------------------------------------- | ---------- | ---------------------- | ---------------------- | ---------------------- | ---------------------- | ---------------------- | ---------------------- | ---------------------- | ---------------------- | ---------------------- | ---------------------- | ---------------------- | ---------------------- | ---------------------- | ---------------------- | ---------------------- | ---------------------- | ---------------------- |
|  | Partidul Democrat Liberal                   | 17         |                        |                        |                        |                        |                        |                        |                        |                        |                        |                        |                        |                        |                        |                        |                        |                        |                        |
|  | Partidul Național Liberal                   | 6          |                        |                        |                        |                        |                        |                        |                        |                        |                        |                        |                        |                        |                        |                        |                        |                        |                        |
|  | Partidul Social Democrat                    | 4          |                        |                        |                        |                        |                        |                        |                        |                        |                        |                        |                        |                        |                        |                        |                        |                        |                        |
|  | Uniunea Democrată a Maghiarilor din România | 3          |                        |                        |                        |                        |                        |                        |                        |                        |                        |                        |                        |                        |                        |                        |                        |                        |                        |
|  | Partidul Conservator                        | 2          |                        |                        |                        |                        |                        |                        |                        |                        |                        |                        |                        |                        |                        |                        |                        |                        |                        |

#### Municipiul Arad
Gheorghe Falcă (PD-L) a câștigat al doilea mandat de primar al municipiului din primul tur de scrutin.
| Partidul Democrat-Liberal                   | Gheorghe Falcă | 40.417 | 66,67% |
| Partidul Național Liberal                   | Tiberiu Dekany | 6.155  | 10,15% |
| Partidul Social Democrat                    | Dorel Căprar   | 3.572  | 05,89% |
| Uniunea Democrată a Maghiarilor din România | Levente Bognar | 2.889  | 04,76% |

Consiliul Local Arad
Componența Consiliului Local Arad (23 de consilieri) ales pe 1 iunie:
|  | Partidul Democrat Liberal                   | 15 |  |  |  |  |  |  |  |  |  |  |  |  |  |  |  |
|  | Partidul Național Liberal                   | 3  |  |  |  |  |  |  |  |  |  |  |  |  |  |  |  |
|  | Partidul Social Democrat                    | 2  |  |  |  |  |  |  |  |  |  |  |  |  |  |  |  |
|  | Uniunea Democrată a Maghiarilor din România | 2  |  |  |  |  |  |  |  |  |  |  |  |  |  |  |  |
|  | Partidul Conservator                        | 1  |  |  |  |  |  |  |  |  |  |  |  |  |  |  |  |

### Județul Argeș
Președintele Consiliului Județean ales este Constantin Nicolescu (PSD).
Consiliul Județean Argeș
Componența Consiliului Județean Argeș (34 de consilieri) ales pe 1 iunie:
|  | Partid                    | Consilieri | Componența Consiliului | Componența Consiliului | Componența Consiliului | Componența Consiliului | Componența Consiliului | Componența Consiliului | Componența Consiliului | Componența Consiliului | Componența Consiliului | Componența Consiliului | Componența Consiliului | Componența Consiliului | Componența Consiliului | Componența Consiliului | Componența Consiliului | Componența Consiliului | Componența Consiliului | Componența Consiliului |
|  | ------------------------- | ---------- | ---------------------- | ---------------------- | ---------------------- | ---------------------- | ---------------------- | ---------------------- | ---------------------- | ---------------------- | ---------------------- | ---------------------- | ---------------------- | ---------------------- | ---------------------- | ---------------------- | ---------------------- | ---------------------- | ---------------------- | ---------------------- |
|  | Partidul Social Democrat  | 18         |                        |                        |                        |                        |                        |                        |                        |                        |                        |                        |                        |                        |                        |                        |                        |                        |                        |                        |
|  | Partidul Democrat Liberal | 9          |                        |                        |                        |                        |                        |                        |                        |                        |                        |                        |                        |                        |                        |                        |                        |                        |                        |                        |
|  | Partidul Național Liberal | 7          |                        |                        |                        |                        |                        |                        |                        |                        |                        |                        |                        |                        |                        |                        |                        |                        |                        |                        |

#### Municipiul Pitești
Tudor Pendiuc (PSD) a câștigat un nou mandat de primar al municipiului din primul tur de scrutin.
| Partidul Social Democrat  | Tudor Pediuc       | 37.141 | 71,39% |
| Partidul Democrat Liberal | Gheorghe Frătoaică | 6.975  | 13,40% |
| Partidul Național Liberal | Anca Barbu         | 4.075  | 7,83%  |

Consiliul Local Pitești
Componența Consiliului Local Pitești (23 de consilieri) ales pe 1 iunie:
|  | Partid                    | Consilieri | Componența Consiliului | Componența Consiliului | Componența Consiliului | Componența Consiliului | Componența Consiliului | Componența Consiliului | Componența Consiliului | Componența Consiliului | Componența Consiliului | Componența Consiliului | Componența Consiliului | Componența Consiliului | Componența Consiliului | Componența Consiliului |
|  | ------------------------- | ---------- | ---------------------- | ---------------------- | ---------------------- | ---------------------- | ---------------------- | ---------------------- | ---------------------- | ---------------------- | ---------------------- | ---------------------- | ---------------------- | ---------------------- | ---------------------- | ---------------------- |
|  | Partidul Social Democrat  | 14         |                        |                        |                        |                        |                        |                        |                        |                        |                        |                        |                        |                        |                        |                        |
|  | Partidul Democrat Liberal | 6          |                        |                        |                        |                        |                        |                        |                        |                        |                        |                        |                        |                        |                        |                        |
|  | Partidul Național Liberal | 3          |                        |                        |                        |                        |                        |                        |                        |                        |                        |                        |                        |                        |                        |                        |

### Județul Bacău
Președintele Consiliului Județean ales este Adrian Benea (PSD).
Consiliul Județean Bacău
Componența Consiliului Județean Bacău (36 de consilieri) ales pe 1 iunie:
|  | Partid                    | Consilieri | Componența Consiliului | Componența Consiliului | Componența Consiliului | Componența Consiliului | Componența Consiliului | Componența Consiliului | Componența Consiliului | Componența Consiliului | Componența Consiliului | Componența Consiliului | Componența Consiliului | Componența Consiliului | Componența Consiliului |
|  | ------------------------- | ---------- | ---------------------- | ---------------------- | ---------------------- | ---------------------- | ---------------------- | ---------------------- | ---------------------- | ---------------------- | ---------------------- | ---------------------- | ---------------------- | ---------------------- | ---------------------- |
|  | Partidul Social Democrat  | 13         |                        |                        |                        |                        |                        |                        |                        |                        |                        |                        |                        |                        |                        |
|  | Partidul Național Liberal | 11         |                        |                        |                        |                        |                        |                        |                        |                        |                        |                        |                        |                        |                        |
|  | Partidul Democrat Liberal | 9          |                        |                        |                        |                        |                        |                        |                        |                        |                        |                        |                        |                        |                        |
|  | Partidul Conservator      | 3          |                        |                        |                        |                        |                        |                        |                        |                        |                        |                        |                        |                        |                        |

#### Municipiul Bacău
Romeo Stavarache (PNL) a obținut un nou mandat de primar al municipiului după al doilea tur de scrutin.
| Candidați la Primăria Bacău | Candidați la Primăria Bacău | Candidați la Primăria Bacău | Candidați la Primăria Bacău | Candidați la Primăria Bacău | Candidați la Primăria Bacău |
| Partid                      | Candidat                    | Nr.voturi                   | %                           | Turul doi                   | %                           |
| --------------------------- | --------------------------- | --------------------------- | --------------------------- | --------------------------- | --------------------------- |
| Partidul Național Liberal   | Romeo Stavarache            | 32.544                      | 49,32%                      |                             | 74,33%                      |
| Candidat independent        | Sergiu Sechelariu           | 12.399                      | 18,79%                      |                             | 25,67%                      |
| Partidul Democrat Liberal   | Ioan Chiriac                | 7.311                       | 11,08%                      |                             |                             |

Consiliul Local Bacău
Componența Consiliului Local Bacău (23 de consilieri) ales pe 1 iunie:
|  | Partid                    | Consilieri | Componența Consiliului | Componența Consiliului | Componența Consiliului | Componența Consiliului | Componența Consiliului | Componența Consiliului | Componența Consiliului | Componența Consiliului | Componența Consiliului | Componența Consiliului | Componența Consiliului | Componența Consiliului |
|  | ------------------------- | ---------- | ---------------------- | ---------------------- | ---------------------- | ---------------------- | ---------------------- | ---------------------- | ---------------------- | ---------------------- | ---------------------- | ---------------------- | ---------------------- | ---------------------- |
|  | Partidul Național Liberal | 12         |                        |                        |                        |                        |                        |                        |                        |                        |                        |                        |                        |                        |
|  | Partidul Democrat Liberal | 6          |                        |                        |                        |                        |                        |                        |                        |                        |                        |                        |                        |                        |
|  | Partidul Democrat Liberal | 5          |                        |                        |                        |                        |                        |                        |                        |                        |                        |                        |                        |                        |

### Județul Bihor
Președintele Consiliului Județean ales este Radu Țîrle (PNL).
Consiliul Județean Bihor
Componența Consiliului Județean Bihor (34 de consilieri) ales pe 1 iunie:
|  | Partid                                      | Consilieri | Componența Consiliului | Componența Consiliului | Componența Consiliului | Componența Consiliului | Componența Consiliului | Componența Consiliului | Componența Consiliului | Componența Consiliului | Componența Consiliului | Componența Consiliului |
|  | ------------------------------------------- | ---------- | ---------------------- | ---------------------- | ---------------------- | ---------------------- | ---------------------- | ---------------------- | ---------------------- | ---------------------- | ---------------------- | ---------------------- |
|  | Partidul Național Liberal                   | 10         |                        |                        |                        |                        |                        |                        |                        |                        |                        |                        |
|  | Uniunea Democrată a Maghiarilor din România | 9          |                        |                        |                        |                        |                        |                        |                        |                        |                        |                        |
|  | Partidul Democrat Liberal                   | 9          |                        |                        |                        |                        |                        |                        |                        |                        |                        |                        |
|  | Partidul Social Democrat                    | 6          |                        |                        |                        |                        |                        |                        |                        |                        |                        |                        |

#### Municipiul Oradea
Ilie Bolojan (PNL) este ales primar al municipiului după primul tur de scrutin.
| Partidul Național Liberal              | Ilie Bolojan | 37.485 | 50,37% |
| Partidul Democrat-Liberal              | Mihai Groza  | 15.259 | 20,50% |
| Uniunea Democrată Maghiară din România | Rozália Biró | 14.869 | 19,98% |
| Partidul Social Democrat               | Dan Matei    | 02.575 | 03,46% |

Consiliul Local Oradea
Componența Consiliului Local Oradea (27 de consilieri) ales pe 1 iunie:
|  | Partid                                      | Consilieri | Componența Consiliului | Componența Consiliului | Componența Consiliului | Componența Consiliului | Componența Consiliului | Componența Consiliului | Componența Consiliului | Componența Consiliului | Componența Consiliului | Componența Consiliului |
|  | ------------------------------------------- | ---------- | ---------------------- | ---------------------- | ---------------------- | ---------------------- | ---------------------- | ---------------------- | ---------------------- | ---------------------- | ---------------------- | ---------------------- |
|  | Partidul Național Liberal                   | 10         |                        |                        |                        |                        |                        |                        |                        |                        |                        |                        |
|  | Uniunea Democrată a Maghiarilor din România | 7          |                        |                        |                        |                        |                        |                        |                        |                        |                        |                        |
|  | Partidul Democrat Liberal                   | 7          |                        |                        |                        |                        |                        |                        |                        |                        |                        |                        |
|  | Partidul Social Democrat                    | 3          |                        |                        |                        |                        |                        |                        |                        |                        |                        |                        |

### Județul Bistrița-Năsăud
Președintele Consiliului Județean ales este Liviu-Mihai Rusu (PD-L).
Consiliul Județean Bistrița-Năsăud
Componența Consiliului Județean Bistrița-Năsăud (30 de consilieri) ales pe 1 iunie:
|  | Partid                    | Consilieri | Componența Consiliului | Componența Consiliului | Componența Consiliului | Componența Consiliului | Componența Consiliului | Componența Consiliului | Componența Consiliului | Componența Consiliului | Componența Consiliului | Componența Consiliului | Componența Consiliului | Componența Consiliului | Componența Consiliului |
|  | ------------------------- | ---------- | ---------------------- | ---------------------- | ---------------------- | ---------------------- | ---------------------- | ---------------------- | ---------------------- | ---------------------- | ---------------------- | ---------------------- | ---------------------- | ---------------------- | ---------------------- |
|  | Partidul Democrat Liberal | 13         |                        |                        |                        |                        |                        |                        |                        |                        |                        |                        |                        |                        |                        |
|  | Partidul Social Democrat  | 11         |                        |                        |                        |                        |                        |                        |                        |                        |                        |                        |                        |                        |                        |
|  | Partidul Național Liberal | 6          |                        |                        |                        |                        |                        |                        |                        |                        |                        |                        |                        |                        |                        |

#### Municipiul Bistrița
Ovidiu Crețu (PSD) a câștigat mandatul de primar al municipiului după al doilea tur de scrutin.
| Candidați la Primăria Bistrița | Candidați la Primăria Bistrița | Candidați la Primăria Bistrița | Candidați la Primăria Bistrița | Candidați la Primăria Bistrița | Candidați la Primăria Bistrița |
| Partid                         | Candidat                       | Nr.voturi                      | %                              | Turul doi                      | %                              |
| ------------------------------ | ------------------------------ | ------------------------------ | ------------------------------ | ------------------------------ | ------------------------------ |
| Partidul Democrat-Liberal      | Vasile Moldovan                | 8.741                          | 36,09%                         |                                | 45,25%                         |
| Partidul Social Democrat       | Ovidiu Crețu                   | 6.588                          | 27,08%                         |                                | 54,75%                         |

Consiliul Local Bistrița
Componența Consiliului Local Bistrița (21 de consilieri) ales pe 1 iunie:
|  | Partid                                      | Consilieri | Componența Consiliului | Componența Consiliului | Componența Consiliului | Componența Consiliului | Componența Consiliului | Componența Consiliului | Componența Consiliului | Componența Consiliului |
|  | ------------------------------------------- | ---------- | ---------------------- | ---------------------- | ---------------------- | ---------------------- | ---------------------- | ---------------------- | ---------------------- | ---------------------- |
|  | Partidul Democrat Liberal                   | 8          |                        |                        |                        |                        |                        |                        |                        |                        |
|  | Partidul Social Democrat                    | 7          |                        |                        |                        |                        |                        |                        |                        |                        |
|  | Partidul Național Liberal                   | 5          |                        |                        |                        |                        |                        |                        |                        |                        |
|  | Uniunea Democrată a Maghiarilor din România | 1          |                        |                        |                        |                        |                        |                        |                        |                        |

### Județul Botoșani
Președintele Consiliului Județean ales este Mihai Țâbuleac (PD-L).
Consiliul Județean Botoșani
Componența Consiliului Județean Botoșani (32 de consilieri) ales pe 1 iunie:
|  | Partid                    | Consilieri | Componența Consiliului | Componența Consiliului | Componența Consiliului | Componența Consiliului | Componența Consiliului | Componența Consiliului | Componența Consiliului | Componența Consiliului | Componența Consiliului | Componența Consiliului |
|  | ------------------------- | ---------- | ---------------------- | ---------------------- | ---------------------- | ---------------------- | ---------------------- | ---------------------- | ---------------------- | ---------------------- | ---------------------- | ---------------------- |
|  | Partidul Național Liberal | 10         |                        |                        |                        |                        |                        |                        |                        |                        |                        |                        |
|  | Partidul Democrat Liberal | 10         |                        |                        |                        |                        |                        |                        |                        |                        |                        |                        |
|  | Partidul Social Democrat  | 10         |                        |                        |                        |                        |                        |                        |                        |                        |                        |                        |
|  | Partidul România Mare     | 2          |                        |                        |                        |                        |                        |                        |                        |                        |                        |                        |

#### Municipiul Botoșani
Cătălin Flutur (PD-L) câștigă mandatul de primar al municipiului din primul tur de scrutin.
| Partidul Democrat-Liberal | Cătălin Flutur   | 19.362 | 60,15% |
| Partidul Social Democrat  | Costică Macaleți | 4.827  | 14,99% |
| Partidul Național Liberal | Gheorghe Sorescu | 4.481  | 13,92% |

Consiliul Local Botoșani
Componența Consiliului Local Botoșani (23 de consilieri) ales pe 1 iunie:
|  | Partid                                     | Consilieri | Componența Consiliului | Componența Consiliului | Componența Consiliului | Componența Consiliului | Componența Consiliului | Componența Consiliului | Componența Consiliului | Componența Consiliului | Componența Consiliului | Componența Consiliului | Componența Consiliului | Componența Consiliului | Componența Consiliului |
|  | ------------------------------------------ | ---------- | ---------------------- | ---------------------- | ---------------------- | ---------------------- | ---------------------- | ---------------------- | ---------------------- | ---------------------- | ---------------------- | ---------------------- | ---------------------- | ---------------------- | ---------------------- |
|  | Partidul Democrat Liberal                  | 13         |                        |                        |                        |                        |                        |                        |                        |                        |                        |                        |                        |                        |                        |
|  | Partidul Social Democrat                   | 5          |                        |                        |                        |                        |                        |                        |                        |                        |                        |                        |                        |                        |                        |
|  | Partidul Național Liberal                  | 4          |                        |                        |                        |                        |                        |                        |                        |                        |                        |                        |                        |                        |                        |
|  | Partidul Noua Generație - Creștin Democrat | 1          |                        |                        |                        |                        |                        |                        |                        |                        |                        |                        |                        |                        |                        |

### Județul Brașov
Aristotel Căncescu (PNL) este reconfirmat în funcția de Președinte al Consiliului Județean Brașov.
Consiliul Județean Brașov
Componența Consiliului Județean Brașov (34 de consilieri) ales pe 1 iunie:
|  | Partid                                      | Consilieri | Componența Consiliului | Componența Consiliului | Componența Consiliului | Componența Consiliului | Componența Consiliului | Componența Consiliului | Componența Consiliului | Componența Consiliului | Componența Consiliului | Componența Consiliului | Componența Consiliului | Componența Consiliului | Componența Consiliului |
|  | ------------------------------------------- | ---------- | ---------------------- | ---------------------- | ---------------------- | ---------------------- | ---------------------- | ---------------------- | ---------------------- | ---------------------- | ---------------------- | ---------------------- | ---------------------- | ---------------------- | ---------------------- |
|  | Partidul Democrat Liberal                   | 13         |                        |                        |                        |                        |                        |                        |                        |                        |                        |                        |                        |                        |                        |
|  | Partidul Național Liberal                   | 12         |                        |                        |                        |                        |                        |                        |                        |                        |                        |                        |                        |                        |                        |
|  | Partidul Social Democrat                    | 7          |                        |                        |                        |                        |                        |                        |                        |                        |                        |                        |                        |                        |                        |
|  | Uniunea Democrată a Maghiarilor din România | 2          |                        |                        |                        |                        |                        |                        |                        |                        |                        |                        |                        |                        |                        |

#### Municipiul Brașov
George Scripcaru (PDL) a fost ales primar al municipiului Brașov din primul tur de scrutin.
| Partidul Democrat-Liberal              | George Scripcaru | 65.587 | 69,81% |
| Partidul Social Democrat               | Mihai David      | 08.898 | 09,47% |
| Partidul Național Liberal              | Carmen Tănăsescu | 08.322 | 08,86% |
| Uniunea Democrată Maghiară din România | Imre Gábor       | 03.347 | 03,67% |

Consiliul Local Brașov
Componența Consiliului Local Brașov (27 de consilieri) ales pe 1 iunie:
|  | Partid                                      | Consilieri | Componența Consiliului | Componența Consiliului | Componența Consiliului | Componența Consiliului | Componența Consiliului | Componența Consiliului | Componența Consiliului | Componența Consiliului | Componența Consiliului | Componența Consiliului | Componența Consiliului | Componența Consiliului | Componența Consiliului | Componența Consiliului | Componența Consiliului |
|  | ------------------------------------------- | ---------- | ---------------------- | ---------------------- | ---------------------- | ---------------------- | ---------------------- | ---------------------- | ---------------------- | ---------------------- | ---------------------- | ---------------------- | ---------------------- | ---------------------- | ---------------------- | ---------------------- | ---------------------- |
|  | Partidul Democrat Liberal                   | 15         |                        |                        |                        |                        |                        |                        |                        |                        |                        |                        |                        |                        |                        |                        |                        |
|  | Partidul Național Liberal                   | 5          |                        |                        |                        |                        |                        |                        |                        |                        |                        |                        |                        |                        |                        |                        |                        |
|  | Partidul Social Democrat                    | 5          |                        |                        |                        |                        |                        |                        |                        |                        |                        |                        |                        |                        |                        |                        |                        |
|  | Uniunea Democrată a Maghiarilor din România | 2          |                        |                        |                        |                        |                        |                        |                        |                        |                        |                        |                        |                        |                        |                        |                        |

### Județul Brăila
Bunea Gheorghe (PSD) este ales Președinte al Consiliului Județean Brăila.
Consiliul Județean Brăila
Componența Consiliului Județean Brăila (32 de consilieri) ales pe 1 iunie:
|  | Partid                    | Consilieri | Componența Consiliului | Componența Consiliului | Componența Consiliului | Componența Consiliului | Componența Consiliului | Componența Consiliului | Componența Consiliului | Componența Consiliului | Componența Consiliului | Componența Consiliului | Componența Consiliului | Componența Consiliului | Componența Consiliului |
|  | ------------------------- | ---------- | ---------------------- | ---------------------- | ---------------------- | ---------------------- | ---------------------- | ---------------------- | ---------------------- | ---------------------- | ---------------------- | ---------------------- | ---------------------- | ---------------------- | ---------------------- |
|  | Partidul Social Democrat  | 13         |                        |                        |                        |                        |                        |                        |                        |                        |                        |                        |                        |                        |                        |
|  | Partidul Democrat Liberal | 9          |                        |                        |                        |                        |                        |                        |                        |                        |                        |                        |                        |                        |                        |
|  | Partidul Național Liberal | 8          |                        |                        |                        |                        |                        |                        |                        |                        |                        |                        |                        |                        |                        |
|  | Partidul Conservator      | 2          |                        |                        |                        |                        |                        |                        |                        |                        |                        |                        |                        |                        |                        |

#### Municipiul Brăila
Aurel Simionescu (PSD) devine primar al municipiului după al doilea tur de scrutin.
Consiliul Local Brăila
Componența Consiliului Local Brăila (27 de consilieri) ales pe 1 iunie:
|  | Partid                    | Consilieri | Componența Consiliului | Componența Consiliului | Componența Consiliului | Componența Consiliului | Componența Consiliului | Componența Consiliului | Componența Consiliului | Componența Consiliului | Componența Consiliului | Componența Consiliului |
|  | ------------------------- | ---------- | ---------------------- | ---------------------- | ---------------------- | ---------------------- | ---------------------- | ---------------------- | ---------------------- | ---------------------- | ---------------------- | ---------------------- |
|  | Partidul Social Democrat  | 10         |                        |                        |                        |                        |                        |                        |                        |                        |                        |                        |
|  | Partidul Democrat Liberal | 8          |                        |                        |                        |                        |                        |                        |                        |                        |                        |                        |
|  | Partidul Național Liberal | 7          |                        |                        |                        |                        |                        |                        |                        |                        |                        |                        |

### Județul Buzău
Victor Mocanu (PSD) este ales președinte al Consiliului Județean Buzău, învingându-l la mică distanță pe Cezar Preda (PD-L).
Consiliul Județean Buzău
Componența Consiliului Județean Buzău (32 de consilieri) ales pe 1 iunie:
|  | Partid                    | Consilieri | Componența Consiliului | Componența Consiliului | Componența Consiliului | Componența Consiliului | Componența Consiliului | Componența Consiliului | Componența Consiliului | Componența Consiliului | Componența Consiliului | Componența Consiliului | Componența Consiliului | Componența Consiliului |
|  | ------------------------- | ---------- | ---------------------- | ---------------------- | ---------------------- | ---------------------- | ---------------------- | ---------------------- | ---------------------- | ---------------------- | ---------------------- | ---------------------- | ---------------------- | ---------------------- |
|  | Partidul Social Democrat  | 12         |                        |                        |                        |                        |                        |                        |                        |                        |                        |                        |                        |                        |
|  | Partidul Democrat Liberal | 11         |                        |                        |                        |                        |                        |                        |                        |                        |                        |                        |                        |                        |
|  | Partidul Național Liberal | 9          |                        |                        |                        |                        |                        |                        |                        |                        |                        |                        |                        |                        |

#### Municipiul Buzău
Constantin Boșcodeală (PSD) câștigă un nou mandat de primar după primul tur de scrutin.
Consiliul Local Buzău
Componența Consiliului Local Buzău (23 de consilieri) ales pe 1 iunie:
|  | Partid                    | Consilieri | Componența Consiliului | Componența Consiliului | Componența Consiliului | Componența Consiliului | Componența Consiliului | Componența Consiliului | Componența Consiliului | Componența Consiliului | Componența Consiliului | Componența Consiliului |
|  | ------------------------- | ---------- | ---------------------- | ---------------------- | ---------------------- | ---------------------- | ---------------------- | ---------------------- | ---------------------- | ---------------------- | ---------------------- | ---------------------- |
|  | Partidul Social Democrat  | 10         |                        |                        |                        |                        |                        |                        |                        |                        |                        |                        |
|  | Partidul Democrat Liberal | 6          |                        |                        |                        |                        |                        |                        |                        |                        |                        |                        |
|  | Partidul Național Liberal | 3          |                        |                        |                        |                        |                        |                        |                        |                        |                        |                        |
|  | Candidat independent      | 1          |                        |                        |                        |                        |                        |                        |                        |                        |                        |                        |

### Județul Caraș-Severin
Sorin Frunzăverde (PD-L) este ales Președinte al Consiliului Județean Caraș-Severin.
Consiliul Județean Caraș-Severin
Componența Consiliului Județean Caraș-Severin (30 de consilieri) ales pe 1 iunie:
|  | Partid                    | Consilieri | Componența Consiliului | Componența Consiliului | Componența Consiliului | Componența Consiliului | Componența Consiliului | Componența Consiliului | Componența Consiliului | Componența Consiliului | Componența Consiliului | Componența Consiliului | Componența Consiliului | Componența Consiliului | Componența Consiliului | Componența Consiliului | Componența Consiliului |
|  | ------------------------- | ---------- | ---------------------- | ---------------------- | ---------------------- | ---------------------- | ---------------------- | ---------------------- | ---------------------- | ---------------------- | ---------------------- | ---------------------- | ---------------------- | ---------------------- | ---------------------- | ---------------------- | ---------------------- |
|  | Partidul Democrat Liberal | 15         |                        |                        |                        |                        |                        |                        |                        |                        |                        |                        |                        |                        |                        |                        |                        |
|  | Partidul Social Democrat  | 9          |                        |                        |                        |                        |                        |                        |                        |                        |                        |                        |                        |                        |                        |                        |                        |
|  | Partidul Național Liberal | 6          |                        |                        |                        |                        |                        |                        |                        |                        |                        |                        |                        |                        |                        |                        |                        |

#### Municipiul Reșița
Mihai Stepanescu (independent) câștigă primaria Reșița după al doilea tur de scrutin.
Consiliul Local Reșița
Componența Consiliului Local Reșița (21 de consilieri) ales pe 1 iunie:
|  | Partid                    | Consilieri | Componența Consiliului | Componența Consiliului | Componența Consiliului | Componența Consiliului | Componența Consiliului | Componența Consiliului | Componența Consiliului | Componența Consiliului | Componența Consiliului |
|  | ------------------------- | ---------- | ---------------------- | ---------------------- | ---------------------- | ---------------------- | ---------------------- | ---------------------- | ---------------------- | ---------------------- | ---------------------- |
|  | Partidul Democrat Liberal | 9          |                        |                        |                        |                        |                        |                        |                        |                        |                        |
|  | Partidul Social Democrat  | 7          |                        |                        |                        |                        |                        |                        |                        |                        |                        |
|  | Partidul Național Liberal | 3          |                        |                        |                        |                        |                        |                        |                        |                        |                        |
|  | Partidul Noua Generație   | 2          |                        |                        |                        |                        |                        |                        |                        |                        |                        |

### Județul Călărași
Președintele Consiliului Județean ales este George Filipescu (PNL).
Consiliul Județean Călărași
Componența Consiliului Județean Călărași (30 de consilieri) ales pe 1 iunie:
|  | Partid                                      | Consilieri | Componența Consiliului | Componența Consiliului | Componența Consiliului | Componența Consiliului | Componența Consiliului | Componența Consiliului | Componența Consiliului | Componența Consiliului | Componența Consiliului | Componența Consiliului |
|  | ------------------------------------------- | ---------- | ---------------------- | ---------------------- | ---------------------- | ---------------------- | ---------------------- | ---------------------- | ---------------------- | ---------------------- | ---------------------- | ---------------------- |
|  | Partidul Național Liberal                   | 10         |                        |                        |                        |                        |                        |                        |                        |                        |                        |                        |
|  | Partidul Democrat Liberal                   | 9          |                        |                        |                        |                        |                        |                        |                        |                        |                        |                        |
|  | Partidul Social Democrat                    | 7          |                        |                        |                        |                        |                        |                        |                        |                        |                        |                        |
|  | Partidul Conservator                        | 2          |                        |                        |                        |                        |                        |                        |                        |                        |                        |                        |
|  | Partidul Național Țărănesc Creștin Democrat | 2          |                        |                        |                        |                        |                        |                        |                        |                        |                        |                        |

#### Municipiul Călărași
Nicolae Dragu (PNL) a câștigat un nou mandat de primar al municipiului după al doilea tur de scrutin.
| Candidați la Primăria Călărași | Candidați la Primăria Călărași | Candidați la Primăria Călărași | Candidați la Primăria Călărași | Candidați la Primăria Călărași | Candidați la Primăria Călărași |
| Partid                         | Candidat                       | Nr.voturi                      | %                              | Turul doi                      | %                              |
| ------------------------------ | ------------------------------ | ------------------------------ | ------------------------------ | ------------------------------ | ------------------------------ |
| Partidul Național Liberal      | Nicolae Dragu                  | 12.271                         | 45,88%                         | 13.986                         | 65,58%                         |
| Partidul Democrat Liberal      | Constantin Tudor               | 4.637                          | 17,34%                         | 7.338                          | 34,41%                         |

Consiliul Local Călărași
Componența Consiliului Local Călărași (21 de consilieri) ales pe 1 iunie:
|  | Partidul Național Liberal | 9 |  |  |  |  |  |  |  |  |  |
|  | Partidul Democrat Liberal | 5 |  |  |  |  |  |  |  |  |  |
|  | Partidul Democrat Liberal | 5 |  |  |  |  |  |  |  |  |  |
|  | Partidul Conservator      | 1 |  |  |  |  |  |  |  |  |  |
|  | Partidul România Mare     | 1 |  |  |  |  |  |  |  |  |  |

### Județul Cluj
Alin Tișe (PD-L) este ales președinte al Consiliului Județean Cluj.
Consiliul Județean Cluj
Componența Consiliului Județean Cluj (36 de consilieri) ales pe 1 iunie:
|  | Partid                                      | Consilieri | Componența Consiliului | Componența Consiliului | Componența Consiliului | Componența Consiliului | Componența Consiliului | Componența Consiliului | Componența Consiliului | Componența Consiliului | Componența Consiliului | Componența Consiliului | Componența Consiliului | Componența Consiliului | Componența Consiliului | Componența Consiliului | Componența Consiliului |
|  | ------------------------------------------- | ---------- | ---------------------- | ---------------------- | ---------------------- | ---------------------- | ---------------------- | ---------------------- | ---------------------- | ---------------------- | ---------------------- | ---------------------- | ---------------------- | ---------------------- | ---------------------- | ---------------------- | ---------------------- |
|  | Partidul Democrat Liberal                   | 15         |                        |                        |                        |                        |                        |                        |                        |                        |                        |                        |                        |                        |                        |                        |                        |
|  | Partidul Social Democrat                    | 7          |                        |                        |                        |                        |                        |                        |                        |                        |                        |                        |                        |                        |                        |                        |                        |
|  | Partidul Național Liberal                   | 7          |                        |                        |                        |                        |                        |                        |                        |                        |                        |                        |                        |                        |                        |                        |                        |
|  | Uniunea Democrată a Maghiarilor din România | 5          |                        |                        |                        |                        |                        |                        |                        |                        |                        |                        |                        |                        |                        |                        |                        |
|  | Partidul România Mare                       | 2          |                        |                        |                        |                        |                        |                        |                        |                        |                        |                        |                        |                        |                        |                        |                        |

#### Municipiul Cluj-Napoca
Emil Boc (PD-L) câștigă detașat al doilea mandat de primar din primul tur de scrutin.
| Partidul Democrat-Liberal              | Emil Boc       | 86.657 | 76,21% |
| Uniunea Democrată Maghiară din România | Attila László  | 8.928  | 7,85%  |
| Partidul Social Democrat               | Remus Lăpușan  | 7.251  | 6,38%  |
| Partidul România Mare                  | Gheorghe Funar | 4.756  | 4,18%  |
| Partidul Național Liberal              | Manuel Chira   | 3.795  | 3,34%  |

Consiliul Local Cluj-Napoca
Componența Consiliului Local Cluj-Napoca (27 de consilieri) ales pe 1 iunie:
|  | Partid                                      | Consilieri | Componența Consiliului | Componența Consiliului | Componența Consiliului | Componența Consiliului | Componența Consiliului | Componența Consiliului | Componența Consiliului | Componența Consiliului | Componența Consiliului | Componența Consiliului | Componența Consiliului | Componența Consiliului | Componența Consiliului | Componența Consiliului | Componența Consiliului | Componența Consiliului |
|  | ------------------------------------------- | ---------- | ---------------------- | ---------------------- | ---------------------- | ---------------------- | ---------------------- | ---------------------- | ---------------------- | ---------------------- | ---------------------- | ---------------------- | ---------------------- | ---------------------- | ---------------------- | ---------------------- | ---------------------- | ---------------------- |
|  | Partidul Democrat Liberal                   | 16         |                        |                        |                        |                        |                        |                        |                        |                        |                        |                        |                        |                        |                        |                        |                        |                        |
|  | Uniunea Democrată a Maghiarilor din România | 5          |                        |                        |                        |                        |                        |                        |                        |                        |                        |                        |                        |                        |                        |                        |                        |                        |
|  | Partidul Social Democrat                    | 3          |                        |                        |                        |                        |                        |                        |                        |                        |                        |                        |                        |                        |                        |                        |                        |                        |
|  | Partidul Național Liberal                   | 3          |                        |                        |                        |                        |                        |                        |                        |                        |                        |                        |                        |                        |                        |                        |                        |                        |

### Județul Constanța
Nicușor Constantinescu (PSD) este reales pentru un nou mandat de președinte al Consiliului Județean Constanța.
Consiliul Județean Constanța
Componența Consiliului Județean Constanța (36 de consilieri) ales pe 1 iunie:
|  | Partid                    | Consilieri | Componența Consiliului | Componența Consiliului | Componența Consiliului | Componența Consiliului | Componența Consiliului | Componența Consiliului | Componența Consiliului | Componența Consiliului | Componența Consiliului | Componența Consiliului | Componența Consiliului | Componența Consiliului | Componența Consiliului | Componența Consiliului | Componența Consiliului | Componența Consiliului | Componența Consiliului | Componența Consiliului | Componența Consiliului | Componența Consiliului |
|  | ------------------------- | ---------- | ---------------------- | ---------------------- | ---------------------- | ---------------------- | ---------------------- | ---------------------- | ---------------------- | ---------------------- | ---------------------- | ---------------------- | ---------------------- | ---------------------- | ---------------------- | ---------------------- | ---------------------- | ---------------------- | ---------------------- | ---------------------- | ---------------------- | ---------------------- |
|  | Partidul Social Democrat  | 20         |                        |                        |                        |                        |                        |                        |                        |                        |                        |                        |                        |                        |                        |                        |                        |                        |                        |                        |                        |                        |
|  | Partidul Democrat Liberal | 9          |                        |                        |                        |                        |                        |                        |                        |                        |                        |                        |                        |                        |                        |                        |                        |                        |                        |                        |                        |                        |
|  | Partidul Național Liberal | 7          |                        |                        |                        |                        |                        |                        |                        |                        |                        |                        |                        |                        |                        |                        |                        |                        |                        |                        |                        |                        |

#### Municipiul Constanța
Radu Mazăre (PSD) câștigă un nou mandat de primar al municipiului.
| Partidul Social Democrat  | Radu Mazăre  | 86357 | 68% |
| Partidul Național Liberal | Victor Manea | 14114 | 11% |

Consiliul Local Constanța
Componența Consiliului Local Constanța (27 de consilieri) ales pe 1 iunie:
|  | Partid                    | Consilieri | Componența Consiliului | Componența Consiliului | Componența Consiliului | Componența Consiliului | Componența Consiliului | Componența Consiliului | Componența Consiliului | Componența Consiliului | Componența Consiliului | Componența Consiliului | Componența Consiliului | Componența Consiliului | Componența Consiliului | Componența Consiliului | Componența Consiliului | Componența Consiliului | Componența Consiliului | Componența Consiliului | Componența Consiliului |
|  | ------------------------- | ---------- | ---------------------- | ---------------------- | ---------------------- | ---------------------- | ---------------------- | ---------------------- | ---------------------- | ---------------------- | ---------------------- | ---------------------- | ---------------------- | ---------------------- | ---------------------- | ---------------------- | ---------------------- | ---------------------- | ---------------------- | ---------------------- | ---------------------- |
|  | Partidul Social Democrat  | 19         |                        |                        |                        |                        |                        |                        |                        |                        |                        |                        |                        |                        |                        |                        |                        |                        |                        |                        |                        |
|  | Partidul Democrat Liberal | 5          |                        |                        |                        |                        |                        |                        |                        |                        |                        |                        |                        |                        |                        |                        |                        |                        |                        |                        |                        |
|  | Partidul Național Liberal | 3          |                        |                        |                        |                        |                        |                        |                        |                        |                        |                        |                        |                        |                        |                        |                        |                        |                        |                        |                        |

### Județul Covasna
Támas Sándor (UDMR) este ales Președinte al Consiliului Județean Covasna.
Consiliul Județean Covasna
Componența Consiliului Județean Covasna (30 de consilieri) ales pe 1 iunie:
|  | Partid                                      | Consilieri | Componența Consiliului | Componența Consiliului | Componența Consiliului | Componența Consiliului | Componența Consiliului | Componența Consiliului | Componența Consiliului | Componența Consiliului | Componența Consiliului | Componența Consiliului | Componența Consiliului | Componența Consiliului | Componența Consiliului | Componența Consiliului | Componența Consiliului |
|  | ------------------------------------------- | ---------- | ---------------------- | ---------------------- | ---------------------- | ---------------------- | ---------------------- | ---------------------- | ---------------------- | ---------------------- | ---------------------- | ---------------------- | ---------------------- | ---------------------- | ---------------------- | ---------------------- | ---------------------- |
|  | Uniunea Democrată a Maghiarilor din România | 15         |                        |                        |                        |                        |                        |                        |                        |                        |                        |                        |                        |                        |                        |                        |                        |
|  | Partidul Civic Maghiar                      | 9          |                        |                        |                        |                        |                        |                        |                        |                        |                        |                        |                        |                        |                        |                        |                        |
|  | Alianța Românească pentru Județul Covasna   | 5          |                        |                        |                        |                        |                        |                        |                        |                        |                        |                        |                        |                        |                        |                        |                        |
|  | Candidat Independent                        | 1          |                        |                        |                        |                        |                        |                        |                        |                        |                        |                        |                        |                        |                        |                        |                        |

#### Municipiul Sfântu Gheorghe
Árpád Antal (UDMR) a fost ales primar al municipiului după al doilea tur de scrutin.
| Candidați la Primăria Sfântu Gheorghe  | Candidați la Primăria Sfântu Gheorghe | Candidați la Primăria Sfântu Gheorghe | Candidați la Primăria Sfântu Gheorghe | Candidați la Primăria Sfântu Gheorghe | Candidați la Primăria Sfântu Gheorghe |
| Partid                                 | Candidat                              | Nr.voturi                             | %                                     | Turul doi                             | %                                     |
| -------------------------------------- | ------------------------------------- | ------------------------------------- | ------------------------------------- | ------------------------------------- | ------------------------------------- |
| Uniunea Democrată Maghiară din România | Árpád András Antal                    | 8.136                                 | 41,10%                                |                                       | 55, 64%                               |
| Partidul Civic Maghiar                 | Samu Csinta                           | 7.125                                 | 36,00%                                |                                       | 44, 36%                               |
| Alianța Românească din Sfântu Gheorghe | Valeriu Șerban                        | 3.410                                 | 17,23%                                |                                       |                                       |

Consiliul Local Sfântu Gheorghe
Componența Consiliului Local Sfântu Gheorghe (21 de consilieri) ales pe 1 iunie:
|  | Partid                                      | Consilieri | Componența Consiliului | Componența Consiliului | Componența Consiliului | Componența Consiliului | Componența Consiliului | Componența Consiliului | Componența Consiliului | Componența Consiliului | Componența Consiliului |
|  | ------------------------------------------- | ---------- | ---------------------- | ---------------------- | ---------------------- | ---------------------- | ---------------------- | ---------------------- | ---------------------- | ---------------------- | ---------------------- |
|  | Partidul Civic Maghiar                      | 9          |                        |                        |                        |                        |                        |                        |                        |                        |                        |
|  | Uniunea Democrată a Maghiarilor din România | 8          |                        |                        |                        |                        |                        |                        |                        |                        |                        |
|  | Alianța Românească din Sfântu Gheorghe      | 3          |                        |                        |                        |                        |                        |                        |                        |                        |                        |
|  | Candidat Independent                        | 1          |                        |                        |                        |                        |                        |                        |                        |                        |                        |

### Județul Dâmbovița
Florin Aurelian Popescu (PD-L) este ales Președinte al Consiliului Județean.
Consiliul Județean Dâmbovița
Componența Consiliului Județean Dâmbovița (34 de consilieri) ales pe 1 iunie:
|  | Partid                    | Consilieri | Componența Consiliului | Componența Consiliului | Componența Consiliului | Componența Consiliului | Componența Consiliului | Componența Consiliului | Componența Consiliului | Componența Consiliului | Componența Consiliului | Componența Consiliului | Componența Consiliului | Componența Consiliului | Componența Consiliului | Componența Consiliului | Componența Consiliului | Componența Consiliului |
|  | ------------------------- | ---------- | ---------------------- | ---------------------- | ---------------------- | ---------------------- | ---------------------- | ---------------------- | ---------------------- | ---------------------- | ---------------------- | ---------------------- | ---------------------- | ---------------------- | ---------------------- | ---------------------- | ---------------------- | ---------------------- |
|  | Partidul Democrat Liberal | 16         |                        |                        |                        |                        |                        |                        |                        |                        |                        |                        |                        |                        |                        |                        |                        |                        |
|  | Partidul Social Democrat  | 14         |                        |                        |                        |                        |                        |                        |                        |                        |                        |                        |                        |                        |                        |                        |                        |                        |
|  | Partidul Național Liberal | 4          |                        |                        |                        |                        |                        |                        |                        |                        |                        |                        |                        |                        |                        |                        |                        |                        |

#### Municipiul Târgoviște
Gabriel Boriga (PD-L) câștigă mandatul de primar al municipiului din primul tur de scrutin.
| Partidul Democrat-Liberal | Gabriel Boriga         | 18.068 | 57,92% |
| Partidul Social Democrat  | Emilian Teodor Vasiliu | 4.535  | 14,53% |

Consiliul Local Târgoviște
Componența Consiliului Local Târgoviște (21 de consilieri) ales pe 1 iunie:
|  | Partidul Democrat Liberal | 14 |  |  |  |  |  |  |  |  |  |  |  |  |  |  |
|  | Partidul Social Democrat  | 5  |  |  |  |  |  |  |  |  |  |  |  |  |  |  |
|  | Partidul Național Liberal | 2  |  |  |  |  |  |  |  |  |  |  |  |  |  |  |

### Județul Dolj
Ion Prioteasa (PSD) este ales Președinte al Consiliului Județean Dolj, învingându-l la mică distanță pe vicepreședintele PD-L, Radu Berceanu.
Consiliul Județean Dolj
Componența Consiliului Județean Dolj (36 de consilieri) ales pe 1 iunie:
|  | Partid                    | Consilieri | Componența Consiliului | Componența Consiliului | Componența Consiliului | Componența Consiliului | Componența Consiliului | Componența Consiliului | Componența Consiliului | Componența Consiliului | Componența Consiliului | Componența Consiliului | Componența Consiliului | Componența Consiliului | Componența Consiliului | Componența Consiliului | Componența Consiliului |
|  | ------------------------- | ---------- | ---------------------- | ---------------------- | ---------------------- | ---------------------- | ---------------------- | ---------------------- | ---------------------- | ---------------------- | ---------------------- | ---------------------- | ---------------------- | ---------------------- | ---------------------- | ---------------------- | ---------------------- |
|  | Partidul Democrat Liberal | 15         |                        |                        |                        |                        |                        |                        |                        |                        |                        |                        |                        |                        |                        |                        |                        |
|  | Partidul Social Democrat  | 15         |                        |                        |                        |                        |                        |                        |                        |                        |                        |                        |                        |                        |                        |                        |                        |
|  | Partidul Național Liberal | 6          |                        |                        |                        |                        |                        |                        |                        |                        |                        |                        |                        |                        |                        |                        |                        |

#### Municipiul Craiova
Antonie Solomon (PD-L) câștigă un nou mandat de primar din primul tur de scrutin.
| Partidul Democrat-Liberal | Antonie Solomon    | 50.471 | 55,07% |
| Partidul Social Democrat  | Gheorghe Nedelescu | 28.570 | 31,17% |
| Partidul Național Liberal | Ion Groza          | 6.113  | 6,67%  |

Consiliul Local Craiova
Componența Consiliului Local Craiova (27 de consilieri) ales pe 1 iunie:
|  | Partid                    | Consilieri | Componența Consiliului | Componența Consiliului | Componența Consiliului | Componența Consiliului | Componența Consiliului | Componența Consiliului | Componența Consiliului | Componența Consiliului | Componența Consiliului | Componența Consiliului | Componența Consiliului | Componența Consiliului | Componența Consiliului | Componența Consiliului | Componența Consiliului |
|  | ------------------------- | ---------- | ---------------------- | ---------------------- | ---------------------- | ---------------------- | ---------------------- | ---------------------- | ---------------------- | ---------------------- | ---------------------- | ---------------------- | ---------------------- | ---------------------- | ---------------------- | ---------------------- | ---------------------- |
|  | Partidul Democrat Liberal | 15         |                        |                        |                        |                        |                        |                        |                        |                        |                        |                        |                        |                        |                        |                        |                        |
|  | Partidul Social Democrat  | 9          |                        |                        |                        |                        |                        |                        |                        |                        |                        |                        |                        |                        |                        |                        |                        |
|  | Partidul Național Liberal | 3          |                        |                        |                        |                        |                        |                        |                        |                        |                        |                        |                        |                        |                        |                        |                        |

### Județul Galați
Eugen Chebac (PSD) este ales Președinte al Consiliului Județean Galați.
Consiliul Județean Galați
Componența Consiliului Județean Galați (34 de consilieri) ales pe 1 iunie:
|  | Partid                    | Consilieri | Componența Consiliului | Componența Consiliului | Componența Consiliului | Componența Consiliului | Componența Consiliului | Componența Consiliului | Componența Consiliului | Componența Consiliului | Componența Consiliului | Componența Consiliului | Componența Consiliului |
|  | ------------------------- | ---------- | ---------------------- | ---------------------- | ---------------------- | ---------------------- | ---------------------- | ---------------------- | ---------------------- | ---------------------- | ---------------------- | ---------------------- | ---------------------- |
|  | Partidul Social Democrat  | 11         |                        |                        |                        |                        |                        |                        |                        |                        |                        |                        |                        |
|  | Partidul Democrat Liberal | 8          |                        |                        |                        |                        |                        |                        |                        |                        |                        |                        |                        |
|  | Partidul Național Liberal | 8          |                        |                        |                        |                        |                        |                        |                        |                        |                        |                        |                        |
|  | Partidul Conservator      | 7          |                        |                        |                        |                        |                        |                        |                        |                        |                        |                        |                        |

#### Municipiul Galați
Dumitru Nicolae (PSD) este ales primar după al doilea tur de scrutin.
| Partidul Social Democrat                    | Dumitru Nicolae    |  |
| Partidul Național Liberal                   | Marius Stan        |  |
| Partidul Democrat Liberal                   | Andrei Lișinschi   |  |
| Partidul Noua Generație                     | Ioan Igor Pârvu    |  |
| Partidul Național Țărănesc Creștin Democrat | Constantin Telegan |  |
| Partidul România Mare                       | Costel Marin       |  |

Consiliul Local Galați
Componența Consiliului Local Galați (27 de consilieri) ales pe 1 iunie:
|  | Partid                    | Consilieri | Componența Consiliului | Componența Consiliului | Componența Consiliului | Componența Consiliului | Componența Consiliului | Componența Consiliului | Componența Consiliului | Componența Consiliului |
|  | ------------------------- | ---------- | ---------------------- | ---------------------- | ---------------------- | ---------------------- | ---------------------- | ---------------------- | ---------------------- | ---------------------- |
|  | Partidul Social Democrat  | 8          |                        |                        |                        |                        |                        |                        |                        |                        |
|  | Partidul Democrat Liberal | 7          |                        |                        |                        |                        |                        |                        |                        |                        |
|  | Partidul Național Liberal | 6          |                        |                        |                        |                        |                        |                        |                        |                        |
|  | Partidul Conservator      | 6          |                        |                        |                        |                        |                        |                        |                        |                        |

### Județul Giurgiu
Președintele Consiliului Județean ales este George Filipescu (PNL).
Consiliul Județean Giurgiu
Componența Consiliului Județean Giurgiu (30 de consilieri) ales pe 1 iunie:
|  | Partid                    | Consilieri | Componența Consiliului | Componența Consiliului | Componența Consiliului | Componența Consiliului | Componența Consiliului | Componența Consiliului | Componența Consiliului | Componența Consiliului | Componența Consiliului | Componența Consiliului | Componența Consiliului | Componența Consiliului |
|  | ------------------------- | ---------- | ---------------------- | ---------------------- | ---------------------- | ---------------------- | ---------------------- | ---------------------- | ---------------------- | ---------------------- | ---------------------- | ---------------------- | ---------------------- | ---------------------- |
|  | Partidul Național Liberal | 12         |                        |                        |                        |                        |                        |                        |                        |                        |                        |                        |                        |                        |
|  | Partidul Social Democrat  | 9          |                        |                        |                        |                        |                        |                        |                        |                        |                        |                        |                        |                        |
|  | Partidul Democrat Liberal | 9          |                        |                        |                        |                        |                        |                        |                        |                        |                        |                        |                        |                        |

#### Municipiul Giurgiu
Lucian Iliescu (PNL) a câștigat un nou mandat de primar al municipiului după primul tur de scrutin.
| Partidul Național Liberal | Lucian Iliescu | 13.599 | 54,30% |
| Partidul Social Democrat  | Marin Măroiu   | 6.049  | 24,15% |
| Partidul Democrat Liberal | Gicu Iorga     | 3.669  | 14,65% |

Consiliul Local Giurgiu
Componența Consiliului Local Giurgiu (21 de consilieri) ales pe 1 iunie:
|  | Partid                    | Consilieri | Componența Consiliului | Componența Consiliului | Componența Consiliului | Componența Consiliului | Componența Consiliului | Componența Consiliului | Componența Consiliului | Componența Consiliului | Componența Consiliului | Componența Consiliului | Componența Consiliului | Componența Consiliului |
|  | ------------------------- | ---------- | ---------------------- | ---------------------- | ---------------------- | ---------------------- | ---------------------- | ---------------------- | ---------------------- | ---------------------- | ---------------------- | ---------------------- | ---------------------- | ---------------------- |
|  | Partidul Național Liberal | 11         |                        |                        |                        |                        |                        |                        |                        |                        |                        |                        |                        |                        |
|  | Partidul Democrat Liberal | 6          |                        |                        |                        |                        |                        |                        |                        |                        |                        |                        |                        |                        |
|  | Partidul Democrat Liberal | 4          |                        |                        |                        |                        |                        |                        |                        |                        |                        |                        |                        |                        |

### Județul Gorj
Ion Călinoiu (PSD) este ales Președinte al Consiliului Județean Gorj. 
Consiliul Județean Gorj
Componența Consiliului Județean Gorj (32 de consilieri) ales pe 1 iunie:
|  | Partid                    | Consilieri | Componența Consiliului | Componența Consiliului | Componența Consiliului | Componența Consiliului | Componența Consiliului | Componența Consiliului | Componența Consiliului | Componența Consiliului | Componența Consiliului | Componența Consiliului | Componența Consiliului | Componența Consiliului | Componența Consiliului | Componența Consiliului | Componența Consiliului |
|  | ------------------------- | ---------- | ---------------------- | ---------------------- | ---------------------- | ---------------------- | ---------------------- | ---------------------- | ---------------------- | ---------------------- | ---------------------- | ---------------------- | ---------------------- | ---------------------- | ---------------------- | ---------------------- | ---------------------- |
|  | Partidul Social Democrat  | 15         |                        |                        |                        |                        |                        |                        |                        |                        |                        |                        |                        |                        |                        |                        |                        |
|  | Partidul Democrat Liberal | 9          |                        |                        |                        |                        |                        |                        |                        |                        |                        |                        |                        |                        |                        |                        |                        |
|  | Partidul Național Liberal | 6          |                        |                        |                        |                        |                        |                        |                        |                        |                        |                        |                        |                        |                        |                        |                        |
|  | Partidul România Mare     | 2          |                        |                        |                        |                        |                        |                        |                        |                        |                        |                        |                        |                        |                        |                        |                        |

#### Municipiul Târgu Jiu
Florin Cârciumaru (PSD) câștigă detașat un nou mandat de primar al municipiului.
| Partidul Social Democrat  | Florin Cârciumaru | 26.546 | 82,26% |
| Partidul Național Liberal | Dan Dorin Tașcău  | 2.092  | 6,48%  |
| Partidul Democrat Liberal | Gheorghe Novac    | 1.905  | 5,90%  |

Consiliul Local Târgu Jiu
Componența Consiliului Local Constanța (21 de consilieri) ales pe 1 iunie:
|  | Partidul Social Democrat  | 16 |  |  |  |  |  |  |  |  |  |  |  |  |  |  |  |  |
|  | Partidul Democrat Liberal | 3  |  |  |  |  |  |  |  |  |  |  |  |  |  |  |  |  |
|  | Partidul Național Liberal | 2  |  |  |  |  |  |  |  |  |  |  |  |  |  |  |  |  |

### Județul Harghita
Csaba Borboly (UDMR) este ales Președinte al Cosiliului Județean Harghita.
Consiliul Județean Harghita
Componența Consiliului Județean Harghita (30 de consilieri) ales pe 1 iunie:
|  | Partid                                      | Consilieri | Componența Consiliului | Componența Consiliului | Componența Consiliului | Componența Consiliului | Componența Consiliului | Componența Consiliului | Componența Consiliului | Componența Consiliului | Componența Consiliului | Componența Consiliului | Componența Consiliului | Componența Consiliului | Componența Consiliului | Componența Consiliului | Componența Consiliului | Componența Consiliului | Componența Consiliului | Componența Consiliului |
|  | ------------------------------------------- | ---------- | ---------------------- | ---------------------- | ---------------------- | ---------------------- | ---------------------- | ---------------------- | ---------------------- | ---------------------- | ---------------------- | ---------------------- | ---------------------- | ---------------------- | ---------------------- | ---------------------- | ---------------------- | ---------------------- | ---------------------- | ---------------------- |
|  | Uniunea Democrată a Maghiarilor din România | 18         |                        |                        |                        |                        |                        |                        |                        |                        |                        |                        |                        |                        |                        |                        |                        |                        |                        |                        |
|  | Partidul Civic Maghiar                      | 10         |                        |                        |                        |                        |                        |                        |                        |                        |                        |                        |                        |                        |                        |                        |                        |                        |                        |                        |
|  | Partidul Social Democrat                    | 2          |                        |                        |                        |                        |                        |                        |                        |                        |                        |                        |                        |                        |                        |                        |                        |                        |                        |                        |

#### Municipiul Miercurea Ciuc
Kálmán Róbert Ráduly (UDMR) devine primar al municipiului după primul tur de scrutin.
| Uniunea Democrată Maghiară din România | Kálmán Róbert Ráduly | 7.519 | 58,68% |
| Partidul Civic Maghiar                 | Előd Papp            | 3.055 | 23,84% |
| Partidul Național Liberal              | Adrian Pănescu       | 648   | 5,05%  |
| Partidul Social Democrat               | Jean-Adrian Andrei   | 602   | 4,69%  |

Consiliul Local Miercurea Ciuc
Componența Consiliului Local Miercurea Ciuc (19 consilieri) ales pe 1 iunie:
|  | Partid                                      | Consilieri | Componența Consiliului | Componența Consiliului | Componența Consiliului | Componența Consiliului | Componența Consiliului | Componența Consiliului | Componența Consiliului | Componența Consiliului | Componența Consiliului | Componența Consiliului | Componența Consiliului | Componența Consiliului |
|  | ------------------------------------------- | ---------- | ---------------------- | ---------------------- | ---------------------- | ---------------------- | ---------------------- | ---------------------- | ---------------------- | ---------------------- | ---------------------- | ---------------------- | ---------------------- | ---------------------- |
|  | Uniunea Democrată a Maghiarilor din România | 12         |                        |                        |                        |                        |                        |                        |                        |                        |                        |                        |                        |                        |
|  | Partidul Civic Maghiar                      | 7          |                        |                        |                        |                        |                        |                        |                        |                        |                        |                        |                        |                        |

### Județul Hunedoara
Președintele Consiliului Județean ales este Mircea Ioan Moloț (PNL).
Consiliul Județean Hunedoara
Componența Consiliului Județean Hunedoara (32 de consilieri) ales pe 1 iunie:
|  | Partid                    | Consilieri | Componența Consiliului | Componența Consiliului | Componența Consiliului | Componența Consiliului | Componența Consiliului | Componența Consiliului | Componența Consiliului | Componența Consiliului | Componența Consiliului | Componența Consiliului | Componența Consiliului | Componența Consiliului |
|  | ------------------------- | ---------- | ---------------------- | ---------------------- | ---------------------- | ---------------------- | ---------------------- | ---------------------- | ---------------------- | ---------------------- | ---------------------- | ---------------------- | ---------------------- | ---------------------- |
|  | Partidul Național Liberal | 12         |                        |                        |                        |                        |                        |                        |                        |                        |                        |                        |                        |                        |
|  | Partidul Democrat Liberal | 9          |                        |                        |                        |                        |                        |                        |                        |                        |                        |                        |                        |                        |
|  | Partidul Social Democrat  | 9          |                        |                        |                        |                        |                        |                        |                        |                        |                        |                        |                        |                        |
|  | Partidul România Mare     | 2          |                        |                        |                        |                        |                        |                        |                        |                        |                        |                        |                        |                        |

#### Municipiul Deva
Mircia Muntean (PNL) a câștigat un nou mandat de primar al municipiului după primul tur de scrutin.
| Partidul Național Liberal | Mircia Muntean   | 15.849 | 58,00% |
| Partidul Democrat Liberal | Ioan Inișconi    | 5.960  | 21,81% |
| Partidul Social Democrat  | Florian Gherghan | 2.588  | 9,47%  |

Consiliul Local Deva
Componența Consiliului Local Deva (21 de consilieri) ales pe 1 iunie:
|  | Partidul Național Liberal                   | 10 |  |  |  |  |  |  |  |  |  |  |
|  | Partidul Democrat Liberal                   | 5  |  |  |  |  |  |  |  |  |  |  |
|  | Partidul Social Democrat                    | 4  |  |  |  |  |  |  |  |  |  |  |
|  | Uniunea Democrată a Maghiarilor din România | 1  |  |  |  |  |  |  |  |  |  |  |
|  | Partidul România Mare                       | 1  |  |  |  |  |  |  |  |  |  |  |

### Județul Ialomița
Vaslie Ciupercă (PSD) este ales Președinte al Consiliului Județean Ialomița. 
Consiliul Județean Ialomița
Componența Consiliului Județean Ialomița (30 de consilieri) ales pe 1 iunie:
|  | Partid                    | Consilieri | Componența Consiliului | Componența Consiliului | Componența Consiliului | Componența Consiliului | Componența Consiliului | Componența Consiliului | Componența Consiliului | Componența Consiliului | Componența Consiliului | Componența Consiliului | Componența Consiliului | Componența Consiliului | Componența Consiliului |
|  | ------------------------- | ---------- | ---------------------- | ---------------------- | ---------------------- | ---------------------- | ---------------------- | ---------------------- | ---------------------- | ---------------------- | ---------------------- | ---------------------- | ---------------------- | ---------------------- | ---------------------- |
|  | Partidul Social Democrat  | 13         |                        |                        |                        |                        |                        |                        |                        |                        |                        |                        |                        |                        |                        |
|  | Partidul Democrat Liberal | 9          |                        |                        |                        |                        |                        |                        |                        |                        |                        |                        |                        |                        |                        |
|  | Partidul Național Liberal | 6          |                        |                        |                        |                        |                        |                        |                        |                        |                        |                        |                        |                        |                        |
|  | Partidul Noua Generație   | 2          |                        |                        |                        |                        |                        |                        |                        |                        |                        |                        |                        |                        |                        |

#### Municipiul Slobozia
Gabi Ionașcu (PSD) câștigă mandatul de primar al municipiului din primul tur de scrutin.
| Partidul Social Democrat  | Gabi Ionașcu | 10.541 | 57,88% |
| Partidul Democrat Liberal | Maria Petre  | 3.776  | 20,73% |

Consiliul Local Slobozia
Componența Consiliului Local Constanța (21 de consilieri) ales pe 1 iunie:
|  | Partidul Social Democrat  | 13 |  |  |  |  |  |  |  |  |  |  |  |  |  |
|  | Partidul Democrat Liberal | 5  |  |  |  |  |  |  |  |  |  |  |  |  |  |
|  | Partidul Național Liberal | 2  |  |  |  |  |  |  |  |  |  |  |  |  |  |
|  | Independent               | 1  |  |  |  |  |  |  |  |  |  |  |  |  |  |

### Județul Iași
Constantin Simirad (PSD) devine Președinte al Consiliului Județean Iași.
Consiliul Județean Iași
Componența Consiliului Județean Iași (36 de consilieri) ales pe 1 iunie 2008:
|  | Partid                    | Consilieri | Componența Consiliului | Componența Consiliului | Componența Consiliului | Componența Consiliului | Componența Consiliului | Componența Consiliului | Componența Consiliului | Componența Consiliului | Componența Consiliului | Componența Consiliului | Componența Consiliului | Componența Consiliului | Componența Consiliului |
|  | ------------------------- | ---------- | ---------------------- | ---------------------- | ---------------------- | ---------------------- | ---------------------- | ---------------------- | ---------------------- | ---------------------- | ---------------------- | ---------------------- | ---------------------- | ---------------------- | ---------------------- |
|  | Partidul Democrat Liberal | 13         |                        |                        |                        |                        |                        |                        |                        |                        |                        |                        |                        |                        |                        |
|  | Partidul Social Democrat  | 13         |                        |                        |                        |                        |                        |                        |                        |                        |                        |                        |                        |                        |                        |
|  | Partidul Național Liberal | 10         |                        |                        |                        |                        |                        |                        |                        |                        |                        |                        |                        |                        |                        |

#### Municipiul Iași
Gheorghe Nichita (PSD) câștigă un nou mandat de primar al municipiului Iași după al doilea tur de scrutin.
| Candidați la Primăria Iași | Candidați la Primăria Iași | Candidați la Primăria Iași | Candidați la Primăria Iași | Candidați la Primăria Iași | Candidați la Primăria Iași |
| Partid                     | Candidat                   | Nr.voturi                  | %                          | Tur doi                    | %                          |
| -------------------------- | -------------------------- | -------------------------- | -------------------------- | -------------------------- | -------------------------- |
| Partidul Social Democrat   | Gheorghe Nichita           | 42.804                     | 44,58%                     | 55.872                     | 54,10%                     |
| Partidul Democrat-Liberal  | Dumitru Oprea              | 36.628                     | 38,14%                     | 47.396                     | 45,89%                     |
| Partidul Național Liberal  | Cristian Adomniței         | 9.039                      | 9,41%                      |                            |                            |

Consiliul Local Iași
Consiliul local al municipiului Iași este compus din 27 de consilieri, împărțiți astfel:
|  | Partid                    | Locuri | Componența Consiliului | Componența Consiliului | Componența Consiliului | Componența Consiliului | Componența Consiliului | Componența Consiliului | Componența Consiliului | Componența Consiliului | Componența Consiliului | Componența Consiliului | Componența Consiliului | Componența Consiliului |
|  | ------------------------- | ------ | ---------------------- | ---------------------- | ---------------------- | ---------------------- | ---------------------- | ---------------------- | ---------------------- | ---------------------- | ---------------------- | ---------------------- | ---------------------- | ---------------------- |
|  | Partidul Democrat Liberal | 12     |                        |                        |                        |                        |                        |                        |                        |                        |                        |                        |                        |                        |
|  | Partidul Social Democrat  | 11     |                        |                        |                        |                        |                        |                        |                        |                        |                        |                        |                        |                        |
|  | Partidul Național Liberal | 4      |                        |                        |                        |                        |                        |                        |                        |                        |                        |                        |                        |                        |

### Județul Ilfov
Cristache Rădulescu (PD-L) este ales Președintele al Consiliului Județean Ilfov, învingându-l la mică distanță pe Anghel Iordănescu (PSD).
Consiliul Județean Ilfov
Componența Consiliului Județean Ilfov (30 de consilieri) ales pe 1 iunie:
|  | Partid                    | Consilieri | Componența Consiliului | Componența Consiliului | Componența Consiliului | Componența Consiliului | Componența Consiliului | Componența Consiliului | Componența Consiliului | Componența Consiliului | Componența Consiliului | Componența Consiliului | Componența Consiliului |
|  | ------------------------- | ---------- | ---------------------- | ---------------------- | ---------------------- | ---------------------- | ---------------------- | ---------------------- | ---------------------- | ---------------------- | ---------------------- | ---------------------- | ---------------------- |
|  | Partidul Social Democrat  | 11         |                        |                        |                        |                        |                        |                        |                        |                        |                        |                        |                        |
|  | Partidul Național Liberal | 10         |                        |                        |                        |                        |                        |                        |                        |                        |                        |                        |                        |
|  | Partidul Democrat Liberal | 9          |                        |                        |                        |                        |                        |                        |                        |                        |                        |                        |                        |

### Județul Maramureș
Președintele Consiliului Județean ales este Mircea Man (PD-L).
Consiliul Județean Maramureș
Componența Consiliului Județean Maramureș (34 de consilieri) ales pe 1 iunie:
|  | Partid                                      | Consilieri | Componența Consiliului | Componența Consiliului | Componența Consiliului | Componența Consiliului | Componența Consiliului | Componența Consiliului | Componența Consiliului | Componența Consiliului | Componența Consiliului | Componența Consiliului | Componența Consiliului | Componența Consiliului |
|  | ------------------------------------------- | ---------- | ---------------------- | ---------------------- | ---------------------- | ---------------------- | ---------------------- | ---------------------- | ---------------------- | ---------------------- | ---------------------- | ---------------------- | ---------------------- | ---------------------- |
|  | Partidul Național Liberal                   | 12         |                        |                        |                        |                        |                        |                        |                        |                        |                        |                        |                        |                        |
|  | Partidul Democrat Liberal                   | 10         |                        |                        |                        |                        |                        |                        |                        |                        |                        |                        |                        |                        |
|  | Partidul Social Democrat                    | 10         |                        |                        |                        |                        |                        |                        |                        |                        |                        |                        |                        |                        |
|  | Uniunea Democrată a Maghiarilor din România | 2          |                        |                        |                        |                        |                        |                        |                        |                        |                        |                        |                        |                        |

#### Municipiul Baia Mare
Cristian Anghel (PNL) a câștigat un nou mandat de primar al municipiului după primul tur de scrutin.
| Partidul Național Liberal | Cristian Anghel    | 21.474 | 50,50% |
| Partidul Democrat Liberal | Cristian Cherecheș | 7.537  | 17,72% |
| Partidul Social Democrat  | Mircea Dolha       | 6.653  | 15,64% |

Consiliul Local Baia Mare
Componența Consiliului Local Baia Mare (23 de consilieri) ales pe 1 iunie:
|  | Partid                                      | Consilieri | Componența Consiliului | Componența Consiliului | Componența Consiliului | Componența Consiliului | Componența Consiliului | Componența Consiliului | Componența Consiliului | Componența Consiliului | Componența Consiliului |
|  | ------------------------------------------- | ---------- | ---------------------- | ---------------------- | ---------------------- | ---------------------- | ---------------------- | ---------------------- | ---------------------- | ---------------------- | ---------------------- |
|  | Partidul Național Liberal                   | 9          |                        |                        |                        |                        |                        |                        |                        |                        |                        |
|  | Partidul Democrat Liberal                   | 6          |                        |                        |                        |                        |                        |                        |                        |                        |                        |
|  | Partidul Social Democrat                    | 5          |                        |                        |                        |                        |                        |                        |                        |                        |                        |
|  | Uniunea Democrată a Maghiarilor din România | 3          |                        |                        |                        |                        |                        |                        |                        |                        |                        |

### Județul Mehedinți
Marius Bălu (PD-L) este ales Președinte al Consiliului Județean Mehedinți.
Consiliul Județean Mehedinți
Componența Consiliului Județean Mehedinți (30 de consilieri) ales pe 1 iunie:
|  | Partid                    | Consilieri | Componența Consiliului | Componența Consiliului | Componența Consiliului | Componența Consiliului | Componența Consiliului | Componența Consiliului | Componența Consiliului | Componența Consiliului | Componența Consiliului | Componența Consiliului | Componența Consiliului | Componența Consiliului | Componența Consiliului |
|  | ------------------------- | ---------- | ---------------------- | ---------------------- | ---------------------- | ---------------------- | ---------------------- | ---------------------- | ---------------------- | ---------------------- | ---------------------- | ---------------------- | ---------------------- | ---------------------- | ---------------------- |
|  | Partidul Democrat Liberal | 13         |                        |                        |                        |                        |                        |                        |                        |                        |                        |                        |                        |                        |                        |
|  | Partidul Social Democrat  | 9          |                        |                        |                        |                        |                        |                        |                        |                        |                        |                        |                        |                        |                        |
|  | Partidul Național Liberal | 8          |                        |                        |                        |                        |                        |                        |                        |                        |                        |                        |                        |                        |                        |

#### Municipiul Drobeta Turnu Severin
Constantin Gherghe (PD-L) câștigă mandatul de primar al municipiului Drobeta Turnu Severin după al doilea tur de scrutin.
| Candidați la Primăria Drobeta Turnu Severin | Candidați la Primăria Drobeta Turnu Severin | Candidați la Primăria Drobeta Turnu Severin | Candidați la Primăria Drobeta Turnu Severin | Candidați la Primăria Drobeta Turnu Severin | Candidați la Primăria Drobeta Turnu Severin |
| Partid                                      | Candidat                                    | Nr.voturi                                   | %                                           | Turul doi                                   | %                                           |
| ------------------------------------------- | ------------------------------------------- | ------------------------------------------- | ------------------------------------------- | ------------------------------------------- | ------------------------------------------- |
| Partidul Democrat-Liberal                   | Constantin Gherghe                          | 15.730                                      | 48,58%                                      | 18.644                                      | 64,69%                                      |
| Partidul Social Democrat                    | Ion Sârbulescu                              | 7.748                                       | 23,92%                                      | 10.175                                      | 35,30%                                      |

Consiliul Local Drobeta Turnu Severin
Componența Consiliului Local Drobeta Turnu Severin (23 de consilieri) ales pe 1 iunie:
|  | Partid                    | Consilieri | Componența Consiliului | Componența Consiliului | Componența Consiliului | Componența Consiliului | Componența Consiliului | Componența Consiliului | Componența Consiliului | Componența Consiliului | Componența Consiliului | Componența Consiliului | Componența Consiliului | Componența Consiliului | Componența Consiliului |
|  | ------------------------- | ---------- | ---------------------- | ---------------------- | ---------------------- | ---------------------- | ---------------------- | ---------------------- | ---------------------- | ---------------------- | ---------------------- | ---------------------- | ---------------------- | ---------------------- | ---------------------- |
|  | Partidul Democrat Liberal | 13         |                        |                        |                        |                        |                        |                        |                        |                        |                        |                        |                        |                        |                        |
|  | Partidul Social Democrat  | 6          |                        |                        |                        |                        |                        |                        |                        |                        |                        |                        |                        |                        |                        |
|  | Partidul Național Liberal | 4          |                        |                        |                        |                        |                        |                        |                        |                        |                        |                        |                        |                        |                        |

### Județul Mureș
Edit Emőke Lokodi (UDMR) este aleasă Președinte al Consiliului Județean Mureș.
Consiliul Județean Mureș
Componența Consiliului Județean Mureș (34 de consilieri) ales pe 1 iunie:
|  | Uniunea Democrată Maghiară din România | 13 |  |  |  |  |  |  |  |  |  |  |  |  |  |
|  | Partidul Național Liberal              | 8  |  |  |  |  |  |  |  |  |  |  |  |  |  |
|  | Partidul Democrat Liberal              | 7  |  |  |  |  |  |  |  |  |  |  |  |  |  |
|  | Partidul Social Democrat               | 6  |  |  |  |  |  |  |  |  |  |  |  |  |  |

#### Municipiul Târgu Mureș
Dorin Florea (PD-L) este ales primar al municipiului Târgu Mureș din primul tur de scrutin.
| Partidul Democrat-Liberal Partidul Social Democrat Partidul România Mare | Dorin Florea   | 40.241 | 52,52% |
| Uniunea Democrată Maghiară din România                                   | László Borbély | 34.374 | 44,86% |

Consiliul Local Târgu Mureș
Componența Consiliului Târgu Mureș (23 de consilieri) ales pe 1 iunie:
|  | Uniunea Democrată Maghiară din România | 10 |  |  |  |  |  |  |  |  |  |  |
|  | Partidul Democrat Liberal              | 8  |  |  |  |  |  |  |  |  |  |  |
|  | Partidul Național Liberal              | 2  |  |  |  |  |  |  |  |  |  |  |
|  | Partidul Social Democrat               | 2  |  |  |  |  |  |  |  |  |  |  |
|  | Partidul România Mare                  | 1  |  |  |  |  |  |  |  |  |  |  |

### Județul Neamț
Vasile Pruteanu (PD-L) a fost ales în funcția de Președinte al Consiliului Județean Neamț.
Consiliul Județean Neamț
Componența Consiliului Județean Neamț (34 de consilieri) ales pe 1 iunie:
|  | Partid                    | Consilieri | Componența Consiliului | Componența Consiliului | Componența Consiliului | Componența Consiliului | Componența Consiliului | Componența Consiliului | Componența Consiliului | Componența Consiliului | Componența Consiliului | Componența Consiliului | Componența Consiliului | Componența Consiliului | Componența Consiliului | Componența Consiliului | Componența Consiliului | Componența Consiliului | Componența Consiliului |
|  | ------------------------- | ---------- | ---------------------- | ---------------------- | ---------------------- | ---------------------- | ---------------------- | ---------------------- | ---------------------- | ---------------------- | ---------------------- | ---------------------- | ---------------------- | ---------------------- | ---------------------- | ---------------------- | ---------------------- | ---------------------- | ---------------------- |
|  | Partidul Democrat Liberal | 17         |                        |                        |                        |                        |                        |                        |                        |                        |                        |                        |                        |                        |                        |                        |                        |                        |                        |
|  | Partidul Social Democrat  | 12         |                        |                        |                        |                        |                        |                        |                        |                        |                        |                        |                        |                        |                        |                        |                        |                        |                        |
|  | Partidul Național Liberal | 5          |                        |                        |                        |                        |                        |                        |                        |                        |                        |                        |                        |                        |                        |                        |                        |                        |                        |

#### Municipiul Piatra Neamț
Gheorghe Ștefan (PD-L) a obținut al doilea mandat de primar din primul tur de scrutin.
| Partidul Democrat-Liberal | Gheorghe Ștefan | 36.295 | 79,36% |
| Partidul Social Democrat  | Răzvan Bobeanu  | 6.085  | 13,30% |

Consiliul Local Piatra Neamț
Componența Consiliului Local Piatra Neamț (23 de consilieri) ales pe 1 iunie:
|  | Partid                    | Consilieri | Componența Consiliului | Componența Consiliului | Componența Consiliului | Componența Consiliului | Componența Consiliului | Componența Consiliului | Componența Consiliului | Componența Consiliului | Componența Consiliului | Componența Consiliului | Componența Consiliului | Componența Consiliului | Componența Consiliului | Componența Consiliului | Componența Consiliului | Componența Consiliului | Componența Consiliului |
|  | ------------------------- | ---------- | ---------------------- | ---------------------- | ---------------------- | ---------------------- | ---------------------- | ---------------------- | ---------------------- | ---------------------- | ---------------------- | ---------------------- | ---------------------- | ---------------------- | ---------------------- | ---------------------- | ---------------------- | ---------------------- | ---------------------- |
|  | Partidul Democrat Liberal | 17         |                        |                        |                        |                        |                        |                        |                        |                        |                        |                        |                        |                        |                        |                        |                        |                        |                        |
|  | Partidul Social Democrat  | 4          |                        |                        |                        |                        |                        |                        |                        |                        |                        |                        |                        |                        |                        |                        |                        |                        |                        |
|  | Partidul Național Liberal | 2          |                        |                        |                        |                        |                        |                        |                        |                        |                        |                        |                        |                        |                        |                        |                        |                        |                        |

### Județul Olt
Paul Stănescu (PSD) este ales Președinte al Consiliului Județean Olt.
Consiliul Județean Olt
Componența Consiliului Județean Olt (32 de consilieri) ales pe 1 iunie:
|  | Partid                    | Consilieri | Componența Consiliului | Componența Consiliului | Componența Consiliului | Componența Consiliului | Componența Consiliului | Componența Consiliului | Componența Consiliului | Componența Consiliului | Componența Consiliului | Componența Consiliului | Componența Consiliului | Componența Consiliului | Componența Consiliului |
|  | ------------------------- | ---------- | ---------------------- | ---------------------- | ---------------------- | ---------------------- | ---------------------- | ---------------------- | ---------------------- | ---------------------- | ---------------------- | ---------------------- | ---------------------- | ---------------------- | ---------------------- |
|  | Partidul Social Democrat  | 13         |                        |                        |                        |                        |                        |                        |                        |                        |                        |                        |                        |                        |                        |
|  | Partidul Democrat Liberal | 12         |                        |                        |                        |                        |                        |                        |                        |                        |                        |                        |                        |                        |                        |
|  | Partidul Național Liberal | 7          |                        |                        |                        |                        |                        |                        |                        |                        |                        |                        |                        |                        |                        |

#### Municipiul Slatina
Darius Vâlcov (PD-L) câștigă detașat un nou mandat de primar al municipiului după primul tur de scrutin.
| Partidul Democrat-Liberal | Darius Vâlcov     | 29.035 | 82,34% |
| Partidul Social Democrat  | Valerica Păunescu | 2.780  | 7,88%  |
| Partidul Național Liberal | Ionel Taifas      | 2.780  | 5,54%  |

Consiliul Local Slatina
Componența Consiliului Local Slatina (21 de consilieri) ales pe 1 iunie:
|  | Partid                    | Consilieri | Componența Consiliului | Componența Consiliului | Componența Consiliului | Componența Consiliului | Componența Consiliului | Componența Consiliului | Componența Consiliului | Componența Consiliului | Componența Consiliului | Componența Consiliului | Componența Consiliului | Componența Consiliului | Componența Consiliului | Componența Consiliului | Componența Consiliului | Componența Consiliului | Componența Consiliului |
|  | ------------------------- | ---------- | ---------------------- | ---------------------- | ---------------------- | ---------------------- | ---------------------- | ---------------------- | ---------------------- | ---------------------- | ---------------------- | ---------------------- | ---------------------- | ---------------------- | ---------------------- | ---------------------- | ---------------------- | ---------------------- | ---------------------- |
|  | Partidul Democrat Liberal | 16         |                        |                        |                        |                        |                        |                        |                        |                        |                        |                        |                        |                        |                        |                        |                        |                        |                        |
|  | Partidul Social Democrat  | 3          |                        |                        |                        |                        |                        |                        |                        |                        |                        |                        |                        |                        |                        |                        |                        |                        |                        |
|  | Partidul Național Liberal | 2          |                        |                        |                        |                        |                        |                        |                        |                        |                        |                        |                        |                        |                        |                        |                        |                        |                        |

### Județul Prahova
Mircea Cosma (PSD) este ales Președinte al Consiliului Județean Prahova.
Consiliul Județean Prahova
Componența Consiliului Județean Prahova (36 de consilieri) ales pe 1 iunie:
|  | Partid                             | Consilieri | Componența Consiliului | Componența Consiliului | Componența Consiliului | Componența Consiliului | Componența Consiliului | Componența Consiliului | Componența Consiliului | Componența Consiliului | Componența Consiliului | Componența Consiliului | Componența Consiliului | Componența Consiliului | Componența Consiliului |
|  | ---------------------------------- | ---------- | ---------------------- | ---------------------- | ---------------------- | ---------------------- | ---------------------- | ---------------------- | ---------------------- | ---------------------- | ---------------------- | ---------------------- | ---------------------- | ---------------------- | ---------------------- |
|  | Partidul Democrat Liberal          | 11         |                        |                        |                        |                        |                        |                        |                        |                        |                        |                        |                        |                        |                        |
|  | Partidul Social Democrat           | 10         |                        |                        |                        |                        |                        |                        |                        |                        |                        |                        |                        |                        |                        |
|  | Partidul Național Liberal          | 7          |                        |                        |                        |                        |                        |                        |                        |                        |                        |                        |                        |                        |                        |
|  | Partidul Național Democrat Creștin | 5          |                        |                        |                        |                        |                        |                        |                        |                        |                        |                        |                        |                        |                        |
|  | Partidul Noua Generație            | 3          |                        |                        |                        |                        |                        |                        |                        |                        |                        |                        |                        |                        |                        |

#### Municipiul Ploiești
Andrei Volosevici (PD-L) câștigă mandatul de primar al municipiului după al doilea tur de scrutin.
| Candidați la Primăria Ploiești | Candidați la Primăria Ploiești | Candidați la Primăria Ploiești | Candidați la Primăria Ploiești | Candidați la Primăria Ploiești | Candidați la Primăria Ploiești |
| Partid                         | Candidat                       | Nr.voturi                      | %                              | Turul doi                      | %                              |
| ------------------------------ | ------------------------------ | ------------------------------ | ------------------------------ | ------------------------------ | ------------------------------ |
| Partidul Democrat-Liberal      | Andrei Volosevici              | 15.539                         | 25,90%                         | 30.491                         | 61,46%                         |
| Partidul Social Democrat       | Daniel Savu                    | 12.804                         | 21,34%                         | 19.113                         | 38,53%                         |
| Partidul Național Liberal      | Grațiela Gavrilescu            | 8.935                          | 14,89%                         |                                |                                |

Consiliul Local Ploiești
Componența Consiliului Local Ploiești (27 de consilieri) ales pe 1 iunie:
|  | Partid                             | Consilieri | Componența Consiliului | Componența Consiliului | Componența Consiliului | Componența Consiliului | Componența Consiliului | Componența Consiliului | Componența Consiliului | Componența Consiliului | Componența Consiliului | Componența Consiliului |
|  | ---------------------------------- | ---------- | ---------------------- | ---------------------- | ---------------------- | ---------------------- | ---------------------- | ---------------------- | ---------------------- | ---------------------- | ---------------------- | ---------------------- |
|  | Partidul Democrat Liberal          | 10         |                        |                        |                        |                        |                        |                        |                        |                        |                        |                        |
|  | Partidul Social Democrat           | 8          |                        |                        |                        |                        |                        |                        |                        |                        |                        |                        |
|  | Partidul Național Liberal          | 4          |                        |                        |                        |                        |                        |                        |                        |                        |                        |                        |
|  | Partidul Noua Generație            | 3          |                        |                        |                        |                        |                        |                        |                        |                        |                        |                        |
|  | Partidul Național Democrat Creștin | 2          |                        |                        |                        |                        |                        |                        |                        |                        |                        |                        |

### Județul Satu Mare
Arpad Csehi (UDMR) este ales Președinte al Consiliului Județean Satu Mare.
Consiliul Județean Satu Mare
Componența Consiliului Județean Satu Mare (32 de consilieri) ales pe 1 iunie:
|  | Partid                                      | Consilieri | Componența Consiliului | Componența Consiliului | Componența Consiliului | Componența Consiliului | Componența Consiliului | Componența Consiliului | Componența Consiliului | Componența Consiliului | Componența Consiliului | Componența Consiliului | Componența Consiliului | Componența Consiliului | Componența Consiliului |
|  | ------------------------------------------- | ---------- | ---------------------- | ---------------------- | ---------------------- | ---------------------- | ---------------------- | ---------------------- | ---------------------- | ---------------------- | ---------------------- | ---------------------- | ---------------------- | ---------------------- | ---------------------- |
|  | Uniunea Democrată a Maghiarilor din România | 13         |                        |                        |                        |                        |                        |                        |                        |                        |                        |                        |                        |                        |                        |
|  | Partidul Social Democrat                    | 8          |                        |                        |                        |                        |                        |                        |                        |                        |                        |                        |                        |                        |                        |
|  | Partidul Național Liberal                   | 6          |                        |                        |                        |                        |                        |                        |                        |                        |                        |                        |                        |                        |                        |
|  | Partidul Democrat Liberal                   | 5          |                        |                        |                        |                        |                        |                        |                        |                        |                        |                        |                        |                        |                        |

#### Municipiul Satu Mare
Iuliu Ilyés (UDMR) este ales primar al municipiului Satu Mare după al doilea tur de scrutin.
| Candidați la Primăria Satu Mare        | Candidați la Primăria Satu Mare | Candidați la Primăria Satu Mare | Candidați la Primăria Satu Mare | Candidați la Primăria Satu Mare | Candidați la Primăria Satu Mare |
| Partid                                 | Candidat                        | Nr.voturi                       | %                               | Turul doi                       | %                               |
| -------------------------------------- | ------------------------------- | ------------------------------- | ------------------------------- | ------------------------------- | ------------------------------- |
| Uniunea Democrată Maghiară din România | Iuliu Ilyés                     | 19.989                          | 48,05%                          | 25.259                          | 58%                             |
| Partidul Social Democrat               | Costel Dorel Coica              | 11.009                          | 26,46%                          | 18.132                          | 39%                             |
| Partidul Democrat-Liberal              | Ioan Claudiu Ardelean           | 05.203                          | 12,51%                          |                                 |                                 |
| Partidul Național Liberal              | Mihai Adrian Ștef               | 04.139                          | 09,95%                          |                                 |                                 |

Consiliul Local Satu Mare
Componența Consiliului Satu Mare (23 de consilieri) ales pe 1 iunie:
|  | Uniunea Democrată a Maghiarilor din România | 11 |  |  |  |  |  |  |  |  |  |  |  |
|  | Partidul Social Democrat                    | 5  |  |  |  |  |  |  |  |  |  |  |  |
|  | Partidul Democrat Liberal                   | 4  |  |  |  |  |  |  |  |  |  |  |  |
|  | Partidul Național Liberal                   | 3  |  |  |  |  |  |  |  |  |  |  |  |

### Județul Sălaj
Tiberiu Marc (PSD) este ales Președinte al Consiliului Județean Sălaj.
Consiliul Județean Sălaj
Componența Consiliului Județean Sălaj (30 de consilieri) ales pe 1 iunie:
|  | Partid                                      | Consilieri | Componența Consiliului | Componența Consiliului | Componența Consiliului | Componența Consiliului | Componența Consiliului | Componența Consiliului | Componența Consiliului | Componența Consiliului | Componența Consiliului |
|  | ------------------------------------------- | ---------- | ---------------------- | ---------------------- | ---------------------- | ---------------------- | ---------------------- | ---------------------- | ---------------------- | ---------------------- | ---------------------- |
|  | Uniunea Democrată a Maghiarilor din România | 9          |                        |                        |                        |                        |                        |                        |                        |                        |                        |
|  | Partidul Social Democrat                    | 9          |                        |                        |                        |                        |                        |                        |                        |                        |                        |
|  | Partidul Național Liberal                   | 6          |                        |                        |                        |                        |                        |                        |                        |                        |                        |
|  | Partidul Democrat Liberal                   | 6          |                        |                        |                        |                        |                        |                        |                        |                        |                        |

#### Municipiul Zalău
Radu Căpîlnașiu (PNL) este ales primar al municipiului Zalău după primul tur de scrutin.
| Partidul Național Liberal              | Radu Căpîlnașiu | 11.477 | 51,91% |
| Partidul Social Democrat               | Iuliu Nosa      | 2.881  | 13.03% |
| Partidul Democrat-Liberal              | Ioan Dorel Labo | 2.860  | 12.93% |
| Uniunea Democrată Maghiară din România | Atila Sojka     | 2.586  | 11,69% |

Consiliul Local Zalău
Componența Consiliului Zalău (21 de consilieri) ales pe 1 iunie:
|  | Partidul Național Liberal                   | 9 |  |  |  |  |  |  |  |  |  |
|  | Uniunea Democrată a Maghiarilor din România | 4 |  |  |  |  |  |  |  |  |  |
|  | Partidul Democrat Liberal                   | 4 |  |  |  |  |  |  |  |  |  |
|  | Partidul Social Democrat                    | 4 |  |  |  |  |  |  |  |  |  |

### Județul Sibiu

Harta politică a județului Sibiu după alegerile locale din Iunie 2008

Martin Bottesch (FDGR) este ales președinte al Consiliului Județean Sibiu.
Consiliul Județean Sibiu
Componența Consiliului Județean Sibiu (32 de membri) ales în iunie 2008:
|  | Partid                                     | Consilieri | Componența Consiliului | Componența Consiliului | Componența Consiliului | Componența Consiliului | Componența Consiliului | Componența Consiliului | Componența Consiliului | Componența Consiliului | Componența Consiliului | Componența Consiliului |
|  | ------------------------------------------ | ---------- | ---------------------- | ---------------------- | ---------------------- | ---------------------- | ---------------------- | ---------------------- | ---------------------- | ---------------------- | ---------------------- | ---------------------- |
|  | Partidul Democrat Liberal                  | 10         |                        |                        |                        |                        |                        |                        |                        |                        |                        |                        |
|  | Forumul Democrat al Germanilor din România | 9          |                        |                        |                        |                        |                        |                        |                        |                        |                        |                        |
|  | Partidul Social Democrat                   | 9          |                        |                        |                        |                        |                        |                        |                        |                        |                        |                        |
|  | Partidul Național Liberal                  | 4          |                        |                        |                        |                        |                        |                        |                        |                        |                        |                        |

#### Municipiul Sibiu
Klaus Johannis (FDGR) câștigă detașat un nou madat de primar din primul tur de scrutin.
| Forumul Democrat al Germanilor din România Partidul Național Liberal | Klaus Johannis      | 50.107 | 83,26% |
| Partidul Social Democrat                                             | Liviu Cotârlă       | 04.320 | 07,18% |
| Partidul Democrat-Liberal                                            | Constantin Trihenea | 03.928 | 06,53% |

Consiliul Local Sibiu
Componența Consiliului Local Sibiu (23 de membri) ales în iunie 2008 este următoarea:
|  | Forumul Democrat al Germanilor din România | 14 |  |  |  |  |  |  |  |  |  |  |  |  |  |  |
|  | Partidul Democrat-Liberal                  | 4  |  |  |  |  |  |  |  |  |  |  |  |  |  |  |
|  | Partidul Social Democrat                   | 3  |  |  |  |  |  |  |  |  |  |  |  |  |  |  |
|  | Partidul Național Liberal                  | 2  |  |  |  |  |  |  |  |  |  |  |  |  |  |  |

### Județul Suceava
Președintele Consiliului Județean ales este Gheorghe Flutur (PD-L).
Consiliul Județean Suceava
Componența Consiliului Județean Suceava (36 de consilieri) ales pe 1 iunie:
|  | Partid                    | Consilieri | Componența Consiliului | Componența Consiliului | Componența Consiliului | Componența Consiliului | Componența Consiliului | Componența Consiliului | Componența Consiliului | Componența Consiliului | Componența Consiliului | Componența Consiliului | Componența Consiliului | Componența Consiliului | Componența Consiliului | Componența Consiliului | Componența Consiliului | Componența Consiliului | Componența Consiliului | Componența Consiliului |
|  | ------------------------- | ---------- | ---------------------- | ---------------------- | ---------------------- | ---------------------- | ---------------------- | ---------------------- | ---------------------- | ---------------------- | ---------------------- | ---------------------- | ---------------------- | ---------------------- | ---------------------- | ---------------------- | ---------------------- | ---------------------- | ---------------------- | ---------------------- |
|  | Partidul Democrat Liberal | 18         |                        |                        |                        |                        |                        |                        |                        |                        |                        |                        |                        |                        |                        |                        |                        |                        |                        |                        |
|  | Partidul Social Democrat  | 14         |                        |                        |                        |                        |                        |                        |                        |                        |                        |                        |                        |                        |                        |                        |                        |                        |                        |                        |
|  | Partidul Național Liberal | 4          |                        |                        |                        |                        |                        |                        |                        |                        |                        |                        |                        |                        |                        |                        |                        |                        |                        |                        |

#### Municipiul Suceava
Ion Lungu (PD-L) a câștigat mandatul de primar al municipiului după primul tur de scrutin.
| Partidul Democrat-Liberal | Ion Lungu    | 29.905 | 71,45% |
| Partidul Social Democrat  | Ovidiu Donțu | 6.007  | 14,35% |

Consiliul Local Suceava
Componența Consiliului Local Suceava (23 de consilieri) ales pe 1 iunie:
|  | Partidul Democrat Liberal | 16 |  |  |  |  |  |  |  |  |  |  |  |  |  |  |
|  | Partidul Social Democrat  | 5  |  |  |  |  |  |  |  |  |  |  |  |  |  |  |
|  | Partidul Național Liberal | 2  |  |  |  |  |  |  |  |  |  |  |  |  |  |  |

### Județul Teleorman
Președintele Consiliului Județean ales este Liviu Dragnea (PSD).
Consiliul Județean Teleorman
Componența Consiliului Județean Teleorman (32 de consilieri) ales pe 1 iunie:
|  | Partidul Social Democrat  | 18 |  |  |  |  |  |  |  |  |  |  |  |  |  |  |  |  |
|  | Partidul Național Liberal | 8  |  |  |  |  |  |  |  |  |  |  |  |  |  |  |  |  |
|  | Partidul Democrat Liberal | 8  |  |  |  |  |  |  |  |  |  |  |  |  |  |  |  |  |

#### Municipiul Alexandria
Victor Drăgușin (PSD) a câștigat mandatul de primar al municipiului după al doilea tur de scrutin.
| Candidați la Primăria Alexandria | Candidați la Primăria Alexandria | Candidați la Primăria Alexandria | Candidați la Primăria Alexandria | Candidați la Primăria Alexandria | Candidați la Primăria Alexandria |
| Partid                           | Candidat                         | Nr.voturi                        | %                                | Turul doi                        | %                                |
| -------------------------------- | -------------------------------- | -------------------------------- | -------------------------------- | -------------------------------- | -------------------------------- |
| Partidul Social Democrat         | Victor Drăgușin                  | 6.585                            | 32,79%                           | 10.129                           | 61,23%                           |
| Partidul Democrat Liberal        | Constantin Filip                 | 3.834                            | 19,09%                           | 6.412                            | 38,76%                           |
| Partidul Național Liberal        | Constantin Cula                  | 3.246                            | 16,16%                           |                                  |                                  |

Consiliul Local Alexandria
Componența Consiliului Local Alexandria (21 de consilieri) ales pe 1 iunie:
|  | Partid                    | Consilieri | Componența Consiliului | Componența Consiliului | Componența Consiliului | Componența Consiliului | Componența Consiliului | Componența Consiliului | Componența Consiliului |
|  | ------------------------- | ---------- | ---------------------- | ---------------------- | ---------------------- | ---------------------- | ---------------------- | ---------------------- | ---------------------- |
|  | Partidul Social Democrat  | 7          |                        |                        |                        |                        |                        |                        |                        |
|  | Partidul Democrat Liberal | 5          |                        |                        |                        |                        |                        |                        |                        |
|  | Partidul Național Liberal | 4          |                        |                        |                        |                        |                        |                        |                        |
|  | Partidul Conservator      | 3          |                        |                        |                        |                        |                        |                        |                        |
|  | Partidul România Mare     | 2          |                        |                        |                        |                        |                        |                        |                        |

### Județul Timiș
Constantin Ostaficiuc (PD-L) este ales Președinte al Consiliului Județean Timiș.
Consiliul Județean Timiș
Componența Consiliului Județean Timiș (36 de consilieri) ales pe 1 iunie:
|  | Partid                              | Consilieri | Componența Consiliului | Componența Consiliului | Componența Consiliului | Componența Consiliului | Componența Consiliului | Componența Consiliului | Componența Consiliului | Componența Consiliului | Componența Consiliului | Componența Consiliului | Componența Consiliului | Componența Consiliului | Componența Consiliului | Componența Consiliului | Componența Consiliului |
|  | ----------------------------------- | ---------- | ---------------------- | ---------------------- | ---------------------- | ---------------------- | ---------------------- | ---------------------- | ---------------------- | ---------------------- | ---------------------- | ---------------------- | ---------------------- | ---------------------- | ---------------------- | ---------------------- | ---------------------- |
|  | Partidul Democrat Liberal           | 15         |                        |                        |                        |                        |                        |                        |                        |                        |                        |                        |                        |                        |                        |                        |                        |
|  | Partidul Social Democrat            | 11         |                        |                        |                        |                        |                        |                        |                        |                        |                        |                        |                        |                        |                        |                        |                        |
|  | Alianța pentru Timiș PNȚCD-PNL-FDGR | 10         |                        |                        |                        |                        |                        |                        |                        |                        |                        |                        |                        |                        |                        |                        |                        |

#### Municipiul Timișoara
Gheorghe Ciuhandu (PNȚCD) câștigă al patrulea mandat de primar din primul tur de scrutin.
| Alianța pentru Timiș (PNȚCD+PNL+FDGR) | Gheorghe Ciuhandu | 42.828 | 53,6% |
| Partidul Democrat-Liberal             | Gheorghe Ciobanu  | 13.196 | 16,5% |
| Partidul Social Democrat              | Ioan Răducanu     | 12.108 | 15,1% |

Consiliul Local Timișoara
Componența Consiliului Local Timișoara (27 de consilieri) ales pe 1 iunie:
|  | Partid                                      | Consilieri | Componența Consiliului | Componența Consiliului | Componența Consiliului | Componența Consiliului | Componența Consiliului | Componența Consiliului | Componența Consiliului | Componența Consiliului | Componența Consiliului | Componența Consiliului | Componența Consiliului |
|  | ------------------------------------------- | ---------- | ---------------------- | ---------------------- | ---------------------- | ---------------------- | ---------------------- | ---------------------- | ---------------------- | ---------------------- | ---------------------- | ---------------------- | ---------------------- |
|  | Alianța pentru Timiș PNȚCD-PNL-FDGR         | 11         |                        |                        |                        |                        |                        |                        |                        |                        |                        |                        |                        |
|  | Partidul Democrat Liberal                   | 8          |                        |                        |                        |                        |                        |                        |                        |                        |                        |                        |                        |
|  | Partidul Social Democrat                    | 6          |                        |                        |                        |                        |                        |                        |                        |                        |                        |                        |                        |
|  | Uniunea Democrată a Maghiarilor din România | 2          |                        |                        |                        |                        |                        |                        |                        |                        |                        |                        |                        |

### Județul Tulcea
Victor Tarhon (PD-L) a fost ales în funcția de Președinte al Consiliului Județean Tulcea.
Consiliul Județean Tulcea
Componența Consiliului Județean Tulcea (30 de consilieri) ales pe 1 iunie:
|  | Partidul Democrat Liberal | 15 |  |  |  |  |  |  |  |  |  |  |  |  |  |  |  |
|  | Partidul Social Democrat  | 10 |  |  |  |  |  |  |  |  |  |  |  |  |  |  |  |
|  | Partidul Național Liberal | 5  |  |  |  |  |  |  |  |  |  |  |  |  |  |  |  |

#### Municipiul Tulcea
Constantin Hogea (PD-L) a obținut un nou mandat de primar din primul tur de scrutin.
| Partidul Democrat-Liberal | Constantin Hogea | 22.071 | 73,33% |
| Partidul Social Democrat  | Ion Vărgău       | 5.337  | 17,73% |

Consiliul Local Tulcea
Componența Consiliului Local Tulcea (21 de consilieri) ales pe 1 iunie:
|  | Partid                    | Consilieri | Componența Consiliului | Componența Consiliului | Componența Consiliului | Componența Consiliului | Componența Consiliului | Componența Consiliului | Componența Consiliului | Componența Consiliului | Componența Consiliului | Componența Consiliului | Componența Consiliului | Componența Consiliului | Componența Consiliului | Componența Consiliului | Componența Consiliului |
|  | ------------------------- | ---------- | ---------------------- | ---------------------- | ---------------------- | ---------------------- | ---------------------- | ---------------------- | ---------------------- | ---------------------- | ---------------------- | ---------------------- | ---------------------- | ---------------------- | ---------------------- | ---------------------- | ---------------------- |
|  | Partidul Democrat Liberal | 15         |                        |                        |                        |                        |                        |                        |                        |                        |                        |                        |                        |                        |                        |                        |                        |
|  | Partidul Social Democrat  | 5          |                        |                        |                        |                        |                        |                        |                        |                        |                        |                        |                        |                        |                        |                        |                        |
|  | Partidul Național Liberal | 1          |                        |                        |                        |                        |                        |                        |                        |                        |                        |                        |                        |                        |                        |                        |                        |

### Județul Vaslui
Vaslie Mihalachi (PSD) este ales Președinte al Consiliului Județean Vaslui. 
Consiliul Județean Vaslui
Componența Consiliului Județean Vaslui (32 de consilieri) ales pe 1 iunie:
|  | Partid                    | Consilieri | Componența Consiliului | Componența Consiliului | Componența Consiliului | Componența Consiliului | Componența Consiliului | Componența Consiliului | Componența Consiliului | Componența Consiliului | Componența Consiliului | Componența Consiliului | Componența Consiliului | Componența Consiliului | Componența Consiliului | Componența Consiliului | Componența Consiliului |
|  | ------------------------- | ---------- | ---------------------- | ---------------------- | ---------------------- | ---------------------- | ---------------------- | ---------------------- | ---------------------- | ---------------------- | ---------------------- | ---------------------- | ---------------------- | ---------------------- | ---------------------- | ---------------------- | ---------------------- |
|  | Partidul Social Democrat  | 15         |                        |                        |                        |                        |                        |                        |                        |                        |                        |                        |                        |                        |                        |                        |                        |
|  | Partidul Național Liberal | 7          |                        |                        |                        |                        |                        |                        |                        |                        |                        |                        |                        |                        |                        |                        |                        |
|  | Partidul Democrat Liberal | 6          |                        |                        |                        |                        |                        |                        |                        |                        |                        |                        |                        |                        |                        |                        |                        |
|  | Partidul România Mare     | 4          |                        |                        |                        |                        |                        |                        |                        |                        |                        |                        |                        |                        |                        |                        |                        |

#### Municipiul Vaslui
Vasile Pavăl (PSD) câștigă mandatul de primar al municipiului după al doilea tur de scrutin.
| Candidați la Primăria Vaslui | Candidați la Primăria Vaslui | Candidați la Primăria Vaslui | Candidați la Primăria Vaslui | Candidați la Primăria Vaslui | Candidați la Primăria Vaslui |
| Partid                       | Candidat                     | Nr.voturi                    | %                            | Turul doi                    | %                            |
| ---------------------------- | ---------------------------- | ---------------------------- | ---------------------------- | ---------------------------- | ---------------------------- |
| Partidul Social Democrat     | Vasile Pavăl                 | 10.776                       | 48,87%                       | 12.189                       | 56,09%                       |
| Partidul Democrat Liberal    | Corneliu Mihalache           | 7.777                        | 35,27%                       | 9.542                        | 43,90%                       |

Consiliul Local Vaslui
Componența Consiliului Local Vaslui (21 de consilieri) ales pe 1 iunie:
|  | Partidul Social Democrat  | 9 |  |  |  |  |  |  |  |  |  |
|  | Partidul Democrat Liberal | 8 |  |  |  |  |  |  |  |  |  |
|  | Partidul Național Liberal | 2 |  |  |  |  |  |  |  |  |  |
|  | Partidul România Mare     | 2 |  |  |  |  |  |  |  |  |  |

### Județul Vâlcea
Ion Cîlea (PSD) este ales Președinte al Consiliului Județean Vâlcea.
Consiliul Județean Vâlcea
Componența Consiliului Județean Vâlcea (32 de consilieri) ales pe 1 iunie:
|  | Partid                    | Consilieri | Componența Consiliului | Componența Consiliului | Componența Consiliului | Componența Consiliului | Componența Consiliului | Componența Consiliului | Componența Consiliului | Componența Consiliului | Componența Consiliului | Componența Consiliului | Componența Consiliului |
|  | ------------------------- | ---------- | ---------------------- | ---------------------- | ---------------------- | ---------------------- | ---------------------- | ---------------------- | ---------------------- | ---------------------- | ---------------------- | ---------------------- | ---------------------- |
|  | Partidul Democrat Liberal | 11         |                        |                        |                        |                        |                        |                        |                        |                        |                        |                        |                        |
|  | Partidul Social Democrat  | 11         |                        |                        |                        |                        |                        |                        |                        |                        |                        |                        |                        |
|  | Partidul Național Liberal | 10         |                        |                        |                        |                        |                        |                        |                        |                        |                        |                        |                        |

#### Municipiul Râmnicu Vâlcea
Mircia Gutău (PD-L) câștigă mandatul de primar al municipiului după primul tur de scrutin.
| Partidul Democrat-Liberal | Mircia Gutău  | 30.904 | 71,78% |
| Partidul Național Liberal | Bogdan Pistol | 4.564  | 10,60% |
| Partidul Social Democrat  | Ion Matei     | 3.817  | 8,86%  |

Consiliul Local Râmnicu Vâlcea
Componența Consiliului Local Râmnicu Vâlcea (23 de consilieri) ales pe 1 iunie:
|  | Partid                    | Consilieri | Componența Consiliului | Componența Consiliului | Componența Consiliului | Componența Consiliului | Componența Consiliului | Componența Consiliului | Componența Consiliului | Componența Consiliului | Componența Consiliului | Componența Consiliului | Componența Consiliului | Componența Consiliului | Componența Consiliului | Componența Consiliului | Componența Consiliului | Componența Consiliului |
|  | ------------------------- | ---------- | ---------------------- | ---------------------- | ---------------------- | ---------------------- | ---------------------- | ---------------------- | ---------------------- | ---------------------- | ---------------------- | ---------------------- | ---------------------- | ---------------------- | ---------------------- | ---------------------- | ---------------------- | ---------------------- |
|  | Partidul Democrat Liberal | 16         |                        |                        |                        |                        |                        |                        |                        |                        |                        |                        |                        |                        |                        |                        |                        |                        |
|  | Partidul Social Democrat  | 4          |                        |                        |                        |                        |                        |                        |                        |                        |                        |                        |                        |                        |                        |                        |                        |                        |
|  | Partidul Național Liberal | 3          |                        |                        |                        |                        |                        |                        |                        |                        |                        |                        |                        |                        |                        |                        |                        |                        |

### Județul Vrancea
Marian Oprișan (PSD) este reconfirmat ca Președinte al Consiliului Județean Vrancea. 
Consiliul Județean Vrancea
Componența Consiliului Județean Vrancea (32 de consilieri) ales pe 1 iunie:
|  | Partid                    | Consilieri | Componența Consiliului | Componența Consiliului | Componența Consiliului | Componența Consiliului | Componența Consiliului | Componența Consiliului | Componența Consiliului | Componența Consiliului | Componența Consiliului | Componența Consiliului | Componența Consiliului | Componența Consiliului | Componența Consiliului | Componența Consiliului | Componența Consiliului | Componența Consiliului | Componența Consiliului |
|  | ------------------------- | ---------- | ---------------------- | ---------------------- | ---------------------- | ---------------------- | ---------------------- | ---------------------- | ---------------------- | ---------------------- | ---------------------- | ---------------------- | ---------------------- | ---------------------- | ---------------------- | ---------------------- | ---------------------- | ---------------------- | ---------------------- |
|  | Partidul Social Democrat  | 17         |                        |                        |                        |                        |                        |                        |                        |                        |                        |                        |                        |                        |                        |                        |                        |                        |                        |
|  | Partidul Democrat Liberal | 7          |                        |                        |                        |                        |                        |                        |                        |                        |                        |                        |                        |                        |                        |                        |                        |                        |                        |
|  | Partidul Național Liberal | 7          |                        |                        |                        |                        |                        |                        |                        |                        |                        |                        |                        |                        |                        |                        |                        |                        |                        |

#### Municipiul Focșani
Decebal Bacinschi (PSD) câștigă un nou mandat de primar al municipiului.
| Candidați la Primăria Focșani | Candidați la Primăria Focșani | Candidați la Primăria Focșani | Candidați la Primăria Focșani | Candidați la Primăria Focșani | Candidați la Primăria Focșani |
| Partid                        | Candidat                      | Nr.voturi                     | %                             | Turul doi                     | %                             |
| ----------------------------- | ----------------------------- | ----------------------------- | ----------------------------- | ----------------------------- | ----------------------------- |
| Partidul Social Democrat      | Decebal Bacinschi             | 14.548                        | 46,54%                        | 13.420                        | 52,02%                        |
| Partidul Democrat Liberal     | Alin Trașculescu              | 9.162                         | 29,32%                        | 12.742                        | 47,97%                        |
| Partidul Național Liberal     | Romeo Postelnicu              | 5.211                         | 16,68%                        |                               |                               |

Consiliul Local Focșani
Componența Consiliului Local Focșani (21 de consilieri) ales pe 1 iunie:
|  | Partidul Social Democrat  | 10 |  |  |  |  |  |  |  |  |  |  |
|  | Partidul Democrat Liberal | 7  |  |  |  |  |  |  |  |  |  |  |
|  | Partidul Național Liberal | 4  |  |  |  |  |  |  |  |  |  |  |

### Municipiul București
| Candidați la Primăria Generală București | Candidați la Primăria Generală București | Candidați la Primăria Generală București | Candidați la Primăria Generală București | Candidați la Primăria Generală București | Candidați la Primăria Generală București |
| Partid                                   | Candidat                                 | Nr.voturi                                | %                                        | Turul doi                                | %                                        |
| ---------------------------------------- | ---------------------------------------- | ---------------------------------------- | ---------------------------------------- | ---------------------------------------- | ---------------------------------------- |
| Independent                              | Sorin Oprescu                            |                                          | 30,12%                                   |                                          | 56,31%                                   |
| Partidul Democrat-Liberal                | Vasile Blaga                             |                                          | 29,56%                                   |                                          | 43,69%                                   |
| Partidul Social Democrat                 | Cristian Diaconescu                      |                                          | 12,33%                                   |                                          |                                          |
| Partidul Național Liberal                | Ludovic Orban                            |                                          | 11,85%                                   |                                          |                                          |
| Partidul Inițiativa Națională            | Cozmin Gușă                              |                                          | 05,76%                                   |                                          |                                          |

Consiliul General București
Componența Consiliului General București (55 de consilieri) ales pe 1 iunie:
Partidul Democrat Liberal: 35,5% cu 24 de mandate
Partidul Social Democrat: 24,5 % cu 16 mandate
Partidul Național Liberal: 11,4% cu 8 mandate
Partidul Nouă Generație: 7,7% cu 4 mandate
Partidul România Mare: 5,3% cu 3 mandate
| Candidați sectoare București | Candidați sectoare București              | Candidați sectoare București | Candidați sectoare București | Candidați sectoare București                        | Candidați sectoare București               | Candidați sectoare București                |
| Partid                       | Sector 1                                  | Sector 2                     | Sector 3                     | Sector 4                                            | Sector 5                                   | Sector 6                                    |
| ---------------------------- | ----------------------------------------- | ---------------------------- | ---------------------------- | --------------------------------------------------- | ------------------------------------------ | ------------------------------------------- |
| Partidul Democrat-Liberal    | Răzvan Murgeanu 34,96%                    | Dan Cezar Ionescu 17,96%     | Liviu Negoiță 79,05%         | Radu Silaghi 22%                                    | Sebastian Bodu 25,82%                      | Cristian Poteraș 36,01% (ales în turul doi) |
| Partidul Social Democrat     | Dan Tudorache                             | Neculai Onțanu 57,78%        | Mihai Giugula 09,83%         | Vasile Mihalache                                    | Marian Vanghelie 38,95% (turul doi 56,22%) | Alexandru Darabont 28,07%                   |
| Partidul Național Liberal    | Andrei Chiliman 36,29% (turul doi 55,54%) | Dragos Valentin Dinca        | Theodora Bertzi              | Andrei Petrescu                                     | Cristian Banu                              | Antonel Tanase                              |
| Partidul Conservator         | Paul Tănăsescu                            | Valentin Iliescu             | Victor Adîr                  | Cristian Popescu Piedone 37,67% (ales în turul doi) | Adrian Stoica                              | Marcel Nicolaescu                           |

## Cheltuieli
Conform unui raport întocmit de Asociația Pro Democrația cheltuielile electorale ale primarilor în funcție au fost în medie de 7,7 lei pe vot în București și de 7 lei în provincie.
În București, pentru funcția de primar general cheltuielile au fost: Vasile Blaga - 1 524 536 lei, Ludovic Orban - 525 619 lei, Sorin Oprescu 266 545 lei.
Pentru funcțiile de primari de sector: Andrei Chiliman - 617 504 lei (față de 130 000 lei cheltuiți în campania din 2004), Neculai Onțanu - 76 189 lei (față de 275 978 lei în 2004), Marian Vanghelie 122 416 lei (față de cca. 500 000 lei în 2004).
Dintre cei care nu au fost aleși, cele mai mari cheltuieli le-a avut Răzvan Murgeanu, de 19,8 lei pentru fiecare vot obținut.
Raportul mai arată că în timp ce primarii PSD au cheltuit mai mult în 2004, candidații PNL și PDL au beneficiat de resurse financiare mult mai mari în 2008.

## Controverse
- Prim-ministrul Călin Popescu Tăriceanu ar fi votat folosind ca act de identitate cartea de alegător,[10] deși cartea de alegător nu ar fi admisă.[11] Comisia din secția de votare nu este însă sigură dacă a fost vorba de cartea de alegător sau de o carte de identitate provizorie (justificată prin faptul că dl. Tăriceanu și-ar fi schimbat recent domiciliul).[10]
- Prim-ministrul Călin Popescu Tăriceanu ar fi arătat unor membri din comisia de votare ștampila aplicată pe un buletin de vot, întrebând dacă ștampila este suficient de vizibilă ca votul său să fie valid.[12] Unul din membrii comisiei care a examinat ștampila a declarat ulterior că n-a reținut opțiunea de vot a d-lui Tăriceanu.

## Alegeri anulate

### Cazul Ștefănești
În comuna Ștefănești din județul Ilfov în data de 1 iunie 2008 secția de votare a fost închisă timp de două ore din cauza tulburărilor generate de susținătorii diverselor partide politice. Conflictul a apărut între susținătorii celor doi candidați, Anghel Rababoc (PNG) si Aurel Pârvu (PSD). Potrivit unor informații, participanții la înghesuiala de la urne fuseseră stimulați de către cei doi candidați cu sume cuprinse între 300 și 500 de euro.
În urma contestațiilor formulate de PRM - Filiala Ștefăneștii de Jos, Partida Rromilor Pro Europa - Sucursala Ștefăneștii de Jos, PNL - Organizația Ștefăneștii de Jos, PC - Filiala Ștefăneștii de Jos, PNG-CD Ilfov, prin care aceste formațiuni politice solicitau anularea alegerilor desfășurate la 1 iunie în circumscripția electorală 37, comuna Ștefăneștii de Jos, județul Ilfov, pe motiv de fraudă electorală și organizarea unui nou scrutin, contestații care afirmau că 3-400 de cetățeni (peste 500 după alte surse) n-ar fi fost lăsați să voteze de către forțele de ordine, BEC a anulat alegerile din 1 iunie. În urma deciziei BEC, au fost anulate alegerile pentru primar, consiliul local, consiliul județean și președintele consiliului județean, ele fiind refăcute în 15 iunie.
Miza alegerilor de la Ștefănești ar fi cele 353 de hectare ale islazului comunal, care fac parte din zona metropolitană a Bucureștiului, vânate, conform unor surse, de deputatul PSD Gabriel Oprea, susținătorul lui Aurel Pârvu, și Gigi Becali, sustinatorul lui Anghel Rababoc, însă Gigi Becali neagă că oamenii din anturajul său ar fi influențat alegerile. La sfârșitul anului 2007, terenurile din extravilanul acestor localități se vindeau cu 5-10 euro pe metru pătrat, în timp ce, pentru cele din intravilan, prețurile ajungeau la 30-40 euro pe metru pătrat. În 2012, dacă previziunile celor de la Neoland se vor confirma, terenurile agricole din aceste zone se vor vinde cu 800 de euro metrul pătrat, valoarea afacerii ridicându-se la o jumătate de miliard de euro.
Alte surse afirmă că interesul pentru rezultatul votului provenea și din lupta pentru președinția Consiliului Județean Ilfov, pentru care candidau Cristache Rădulescu din partea PD-L și Anghel Iordănescu din partea PSD, după votarea din 1 iunie diferența în favoarea primului fiind de doar 591 de voturi.
În urma repetării, în data de 29 iunie alegerile au fost căștigate de Anghel Rababoc, cu un număr de 103 voturi mai multe decât contracandidatul său, Aurel Pârvu.

### Cazul Sintești
BEC a anulat alegerile din primul tur de scrutin din comuna Vidra din județul Ilfov, de care aparține satul Sintești, și a decis repetarea scrutinului în 15 iunie, deoarece nu s-a aprobat prelungirea votării peste ora 21, ca urmare aproximativ o sută de persoane nu au putut să își exercite dreptul de vot. Confruntarea era între candidații Gabriel Dinică (PNL) și Florin Niculae (PD-L). Alegătorii spuneau că nu apucaseră să voteze deoarece intrarea în secția de votare era blocată de oamenii candidatului PD-L.

### Cazul Voinești
În comuna Voinești din județul Iași, candidatul Neculai Ivașcu (PSD) a decedat în dimineața zilei de 15 iunie, în care urma să aibă loc al doilea tur de scrutin. BEC a anunțat că nu poate întrerupe votarea și a decis că ea trebuie să continue. În urma votării, potrivit Realitatea TV, candidatul decedat a obținut 1051 de voturi, iar contracandidatul său a obținut 1028 de voturi. După terminarea votării, BEC a hotărât ca primar al comunei Voinești să devină Gheorghe Dobreanu (PNL), contracandidatul defunctului, învins la voturi.
Unele surse afirmă că ar fi trei soluții: fie reluarea alegerilor, fie organizarea unui nou tur de scrutin cu candidații care s-au clasat în primul tur de scrutin pe locurile 2 și 3, fie declararea drept învingător pe cel clasat pe locul 2 (cum s-a decis). Unii însă consideră că nu s-a ales soluția justă, deoarece soluția nu ține cont de opțiunea electoratului.
Situația prezentată s-ar datora ambiguității legii, care n-ar trata expres cazul decesului unui candidat în timpul alegerilor.
În data de 30 iunie Curtea de Apel Iași a anulat decizia BEC de validare a candidatului PNL la primăria Voinești, ceea ce ar putea duce la reluarea alegerilor.

### Cazul Sascut
Urmare a unei sesizări a PSD, BEC a decis anularea celui de-al doilea tur al alegerilor desfășurat în localitatea Sascut din județul Bacău. Aici s-au confruntat Cristinel Botan (PIN) și primarul în funcție Ioan Răuță (PSD), iar Botan a câștigat alegerile la o diferență de cinci voturi față de Răuță. Răuță susține că susținătorii lui Botan au cerut urna mobilă în numele unor persoane bolnave și au semnat în fals acel tabel. Ca urmare, decizia BEC este motivată de faptul că în această localitate s-a votat foarte mult cu urna mobilă, iar persoane care figurează că ar fi votat prin acest procedeu susțin că nu și-au exercitat acest drept constituțional. BEC a stabilit că turul al doilea va fi organizat din nou în Sascut pe 29 iunie.